# Pilatus PC-9
Le Pilatus PC-9 est un avion d'entraînement biplace suisse construit par Pilatus Aircraft. Son moteur est un turbopropulseur pouvant atteindre 1 150 ch (850 kW) et son hélice tourne à un régime maximal de 2 000 tr/min. Il a été mis en service en 1988. Bien que principalement utilisé comme avion d'entraînement, il sert également au remorquage de cible, comme plastron pour la guerre électronique, comme contrôleur aérien avancé ou force adverse. Le PC-9 est aussi connu pour avoir servi de base au développement du Beechcraft T-6 Texan II.

## Design et développement
Le succès du PC-7 et l'exigence attendue dans le futur pour les avions d'entraînement à turbopropulseurs dans le monde ont conduit Pilatus à créer une plate-forme de formation plus avancée, bien adaptée à tous les aspects de la formation, de l’ab initio jusqu'à la formation de vol avancée. Pour entrer en concurrence avec l'Embraer EMB-312 Tucano qui a d'abord volé en août 1980, le développement du PC-9 a commencé en mai 1982 avec le PC-7 comme point de départ, bien que les points communs entre les deux appareils soient devenus minimes. Le moteur a été remplacé par le PT6A-62 de Pratt & Whitney Canada. Équipé d'une hélice Hartzell HC-D4N-2A à quatre pales, le moteur a une puissance maximale au décollage de 1 150 ch (858 kW), une puissance nominale de 950 ch (709 kW), soit une augmentation de plus de 75 % de la puissance par rapport au PC-7. Cependant, le poids maximal au décollage de 3 200 kg, charge externe comprise, n'est que de 500 kg supérieur à celui du PC-7.

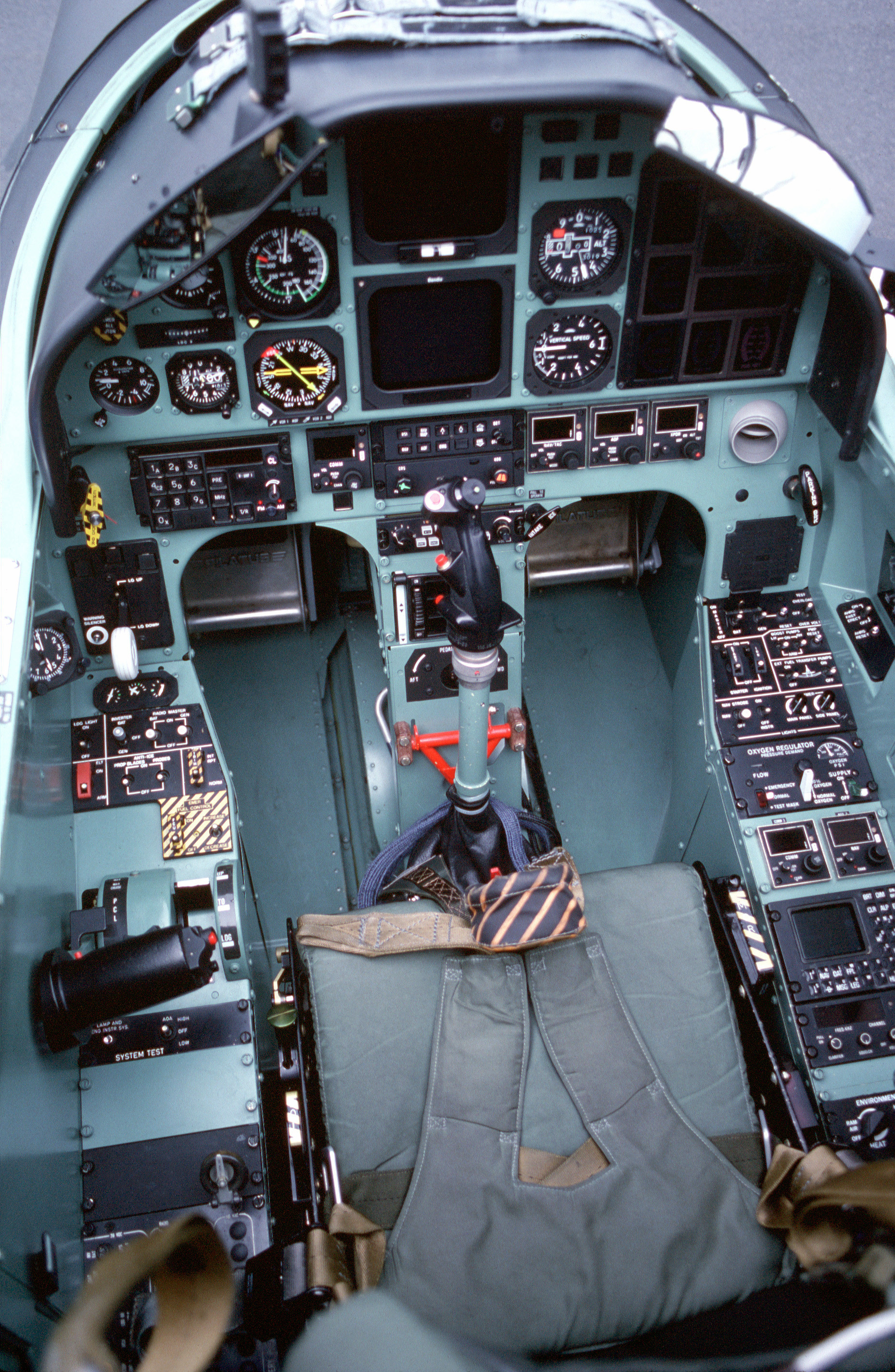
Poste de pilotage du PC-9 (1989)

Deux sièges éjectables Martin Baker Mk.CH 11A ont été installés, le siège arrière étant surélevé pour donner à l'instructeur une vue dégagée vers l'avant à travers une verrière en une pièce s'ouvrant sur la droite. Les sièges offrent un système d'éjection entièrement automatique au travers de la verrière, du sol jusqu'à 7 620 m (25 000 pi) et dans une plage de vitesse de 60 à 400 kt, bien au-deçà de la vitesse de piqué maximale de 360 kt. Un système anti-G fournit un prélèvement d'air du moteur aux combinaisons de l'équipage. Un aérofrein à commande hydraulique avec interrupteur de commande sur la manette des gaz a été ajouté sur le fuselage inférieur entre les bords de fuite des ailes, tandis que le train d'atterrissage est également devenu à commande hydraulique.
Les commandes et les affichages ont été complètement synchronisés entre l'avant et l'arrière du poste de pilotage. Le rayon d'action peut être étendu avec un ensemble de réservoirs de carburant à longue portée de 154 ou 248 litres litres sur les points d'emports. Certaines de ces caractéristiques ont été initialement testées en vol sur un PC-7 de Pilatus, après quoi deux prototypes de pré-production ont été construits pour les tests. Le premier prototype (s/n 001 / HB-HPA) a volé la première fois le 7 mai 1984 piloté par Hans Galli, le second (s/n 002 / HB-HPB) a suivi le 20 juillet 1984. Après le premier programme d'essais en vol, l'Office fédéral de l'aviation civile (OFAC) a approuvé la certification de navigabilité pour le type le 19 septembre 1985, sur la base des exigences formulées dans la Réglementation fédérale de l'Aviation. Juste pour démontrer ses capacités, l'avion a atteint 39 000 pieds (11 887 m) où il grimpait toujours avec 100 pieds par minute, bien que le plafond maximum certifié soit de 25 000 pieds (7 620 m) car le cockpit n'est pas pressurisé.

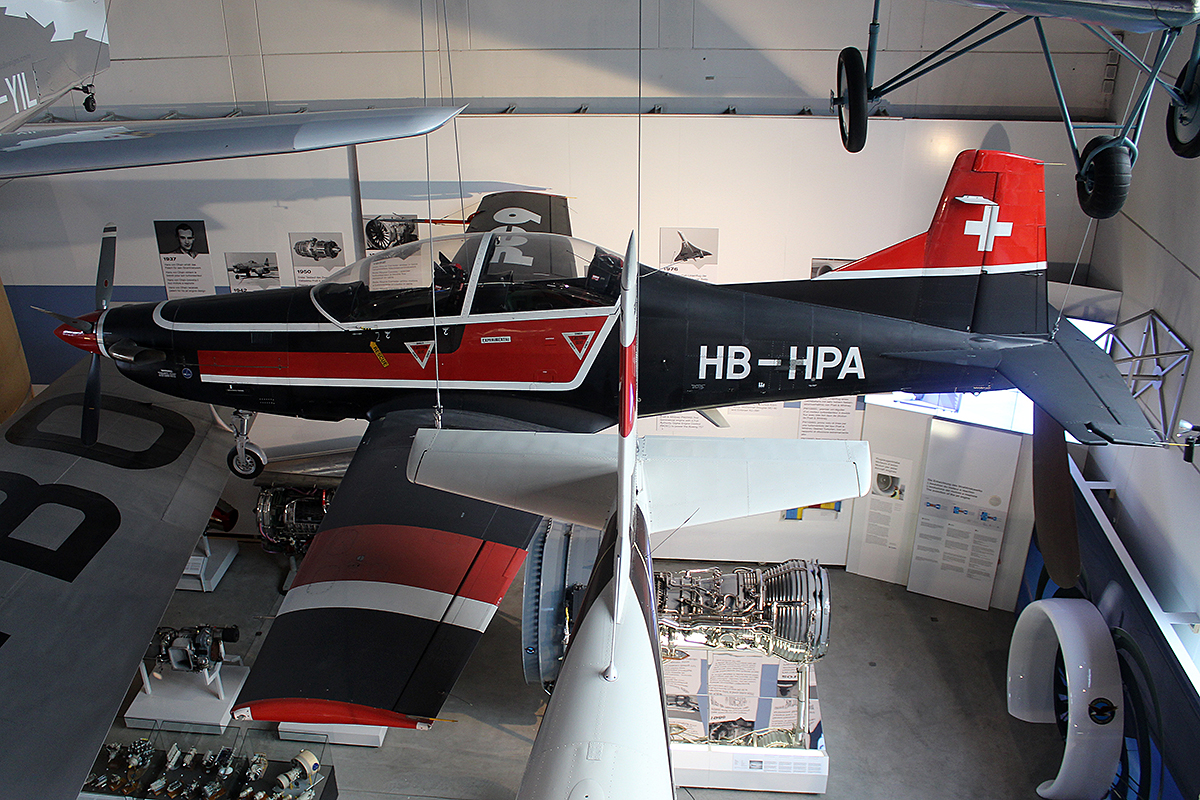
Le premier prototype HB-HPA exposé au Musée suisse des transports à Lucerne.
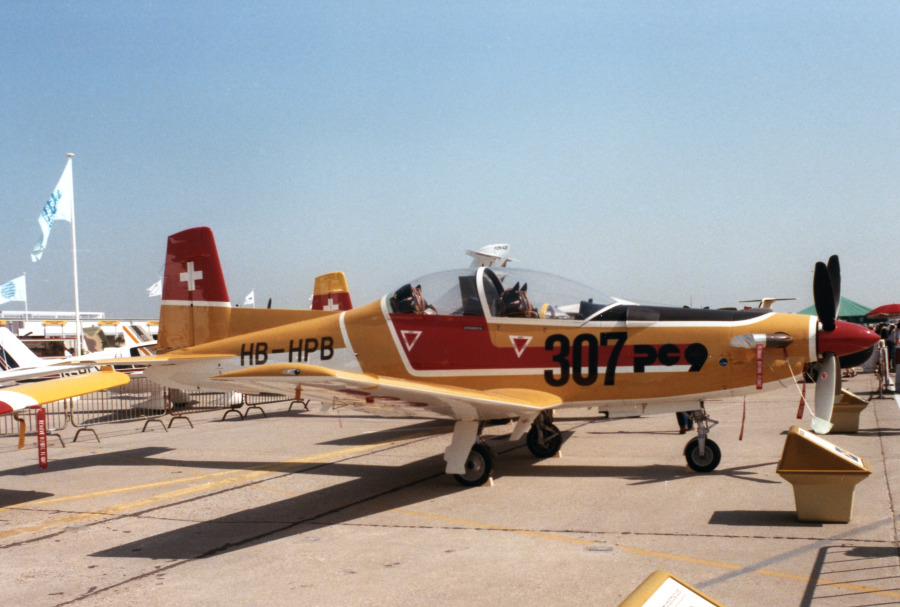
Le second prototype HB-HPB présenté au Salon du Bourget de 1985.

### PC-9 Mk II

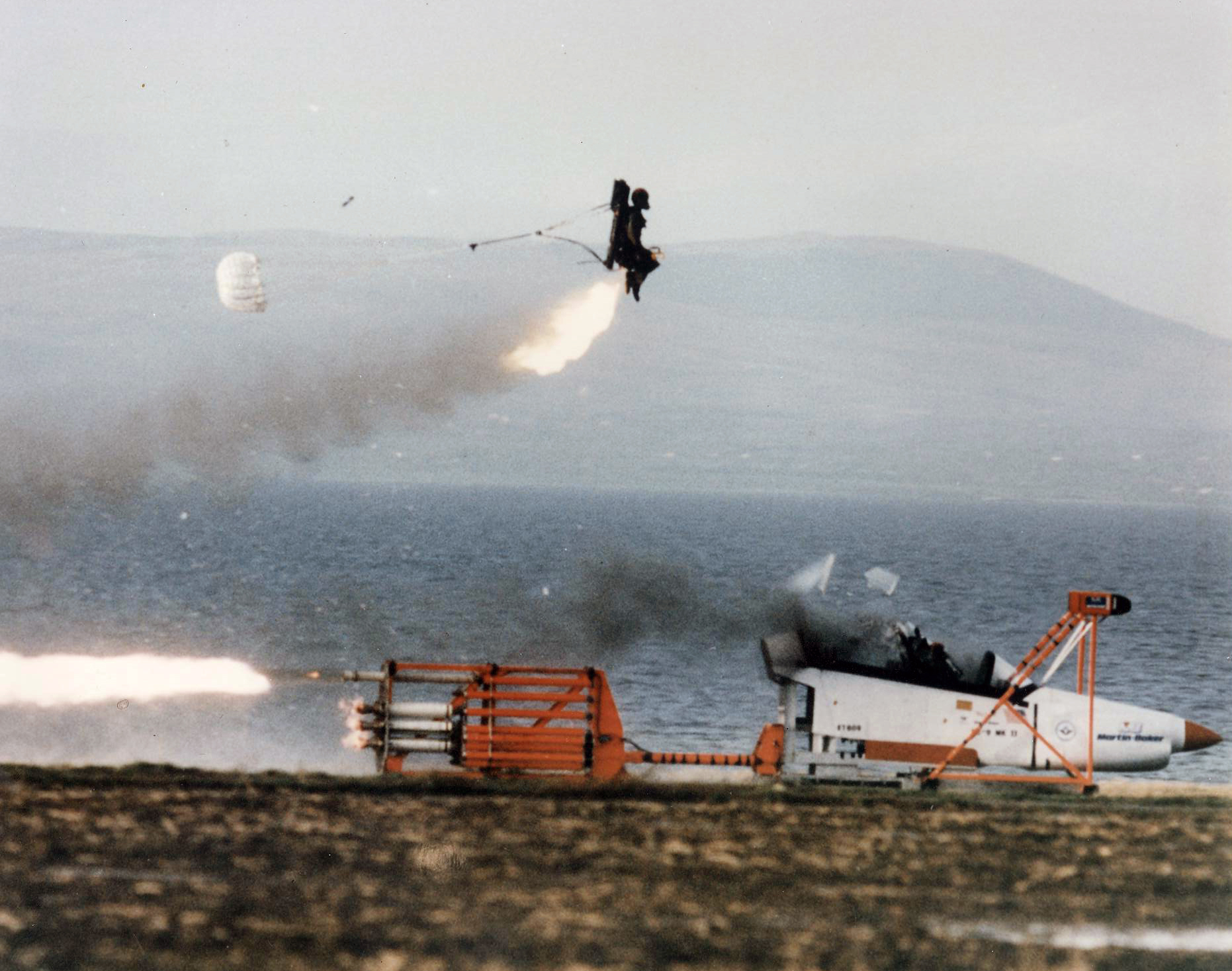
Essai d'un siège éjectable Martin Baker sur un PC-9 Mk II lors des essais pour le programme JPATS (1993)

En juin 1997, le PC-9 Mk II fut désigné par le Pentagone comme vainqueur du programme JPATS (en) (Joint Primary Aircraft Training System) pour le remplacement des Beech T-34C Turbo Mentor et Cessna T-37A Tweet en service respectivement dans l’US Navy, l’US Marine Corps et dans l’US Air Force. Pilatus Aircraft s’associa avec l'américain Raytheon afin de remplir pleinement le cahier des charges. Le nouvel avion reçu la désignation de T-6 Texan II, et fut fabriqué par la filiale Beechcraft.

## Variantes
- PC-9 : avion d'entraînement militaire biplace
- PC-9/A : avion d'entraînement militaire biplace pour la Royal Australian Air Force
- PC-9/F : version des Forces aériennes suisses
- PC-9B : avion tracteur de cible biplace opéré par EIS Aircraft GmbH en Allemagne pour la Bundeswehr et l'OTAN
- PC-9M : avion d'entraînement militaire avancé, version produite à partir de 1997 avec améliorations de l'empennage vertical, des ailes et du contrôle moteur. Elle est issue de la collaboration avec Raytheon pour le PC-9 MK II.
- PC-9 Mk II M : version standard actuelle avec un fuselage modulaire qui peut être utilisé à la fois pour le PC-7 et le PC-9
- Beech Pilatus PC-9 Mk II : version modifiée ayant servi de base pour le Hawker-Beechcraft T-6A Texan II.

## Caractéristique du PC-9 M
- Envergure : 10,19 m
- Longueur du fuselage : 10,18 m
- Hauteur : 3,26 m

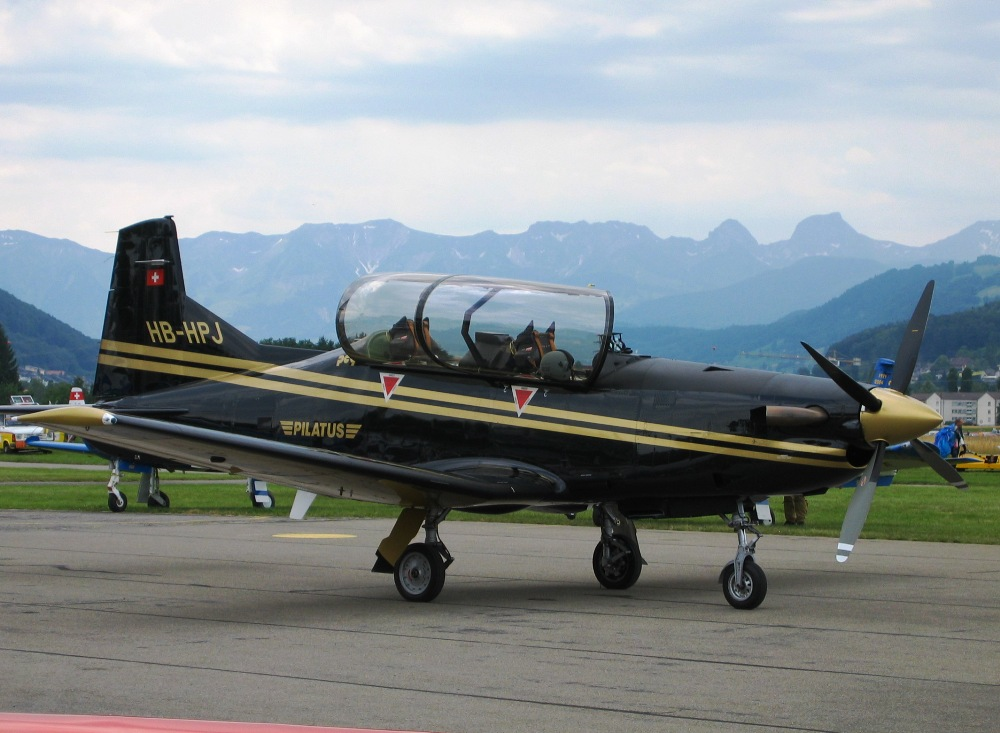
PC-9M [HB-HPJ] de démonstration de Pilatus (2004)

- Moteur : turbopropulseur Pratt & Whitney Canada PT6A-62 de 963 ch
- Masse à vide (selon la configuration) : 1 781 kg
- Masse maximale au décollage (voltige) : 2 350 kg
- Masse maximale au décollage maximum (utilitaire) : 1 593 kg
- Siège éjectable : Martin Baker Mk CH 11A

Performances
- Vitesse de croisière maximale (niveau de la mer) : 502 km/h
- Vitesse de croisière maximale (10 000 ft) : 552 km/h
- Taux de montée maximum : 19,7 m/s (3 880 ft/min)
- Rayon d'action : 1 482 km
- Distance décollage avec obstacle de 15 m (50 ft) : 397 m
- Distance d'atterrissage avec obstacle de 15 m (50 ft) : 687 m

Limitations
- Accélération positive maximale : +7.0 g
- Accélération négative maximale : -3.5 g
- Vitesse maximale : 593 km/h
- Vitesse de décrochage (volet et train d’atterrissage rentré) : 143 km/h
- Vitesse de décrochage (volet et train d'atterrissage sorti) : 128 km/h

## Production
| Variante  | Numéro de série                                                                    | Nombre d'unités | Remarques |
| --------- | ---------------------------------------------------------------------------------- | --------------- | --- |
| PC-9      | 001 et 002                                                                         | 2               | Prototypes [HB-HPA (1984 - 2005), HB-HPB (1984 - 1991)] |
| PC-9      | 101 102 104 à 163 166 169 à 171 174 et 175 177 à 183 185 à 211 213 à 219 221 à 248 |                 | s/n 101 : HB-HPC (1986) |
| PC-9A     | 501 à 567                                                                          | 67              | 501 et 502 [A23-001/002] : construits en Suisse 503 à 519 [A23-003/019] : 17 kits fournis par Pilatus et montés en Australie 523 à 567 [A23-020/067] : construits en Australie par Hawker de Havilland |
| PC-9M     | 605                                                                                | 1               | Appareil de démonstration de Pilatus [HB-HPJ depuis le 3 avril 1997] |
| PC-9M     | 617 à 674                                                                          | 57              | |
| PC-9M     | 779                                                                                |                 | [HB-HXI1] (avril à juin 2017), PC-9 pour l'Irlande [269] |
| Total : ? |                                                                                    |                 | |

## Galerie

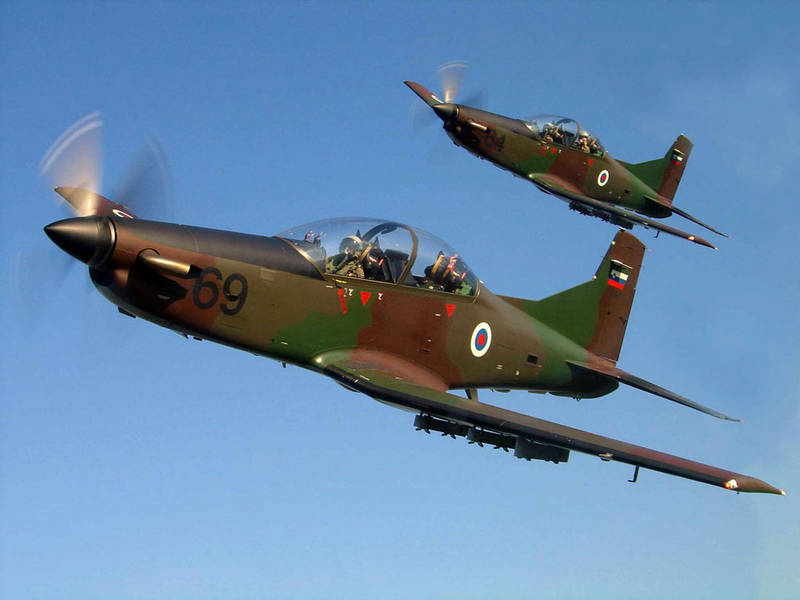
Deux PC-9 du 15e régiment d'aviation militaire slovène en formation (2003)
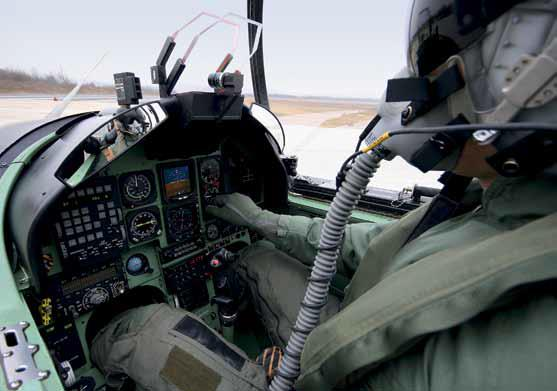
Cockpit d'un PC-9M slovène (2012)
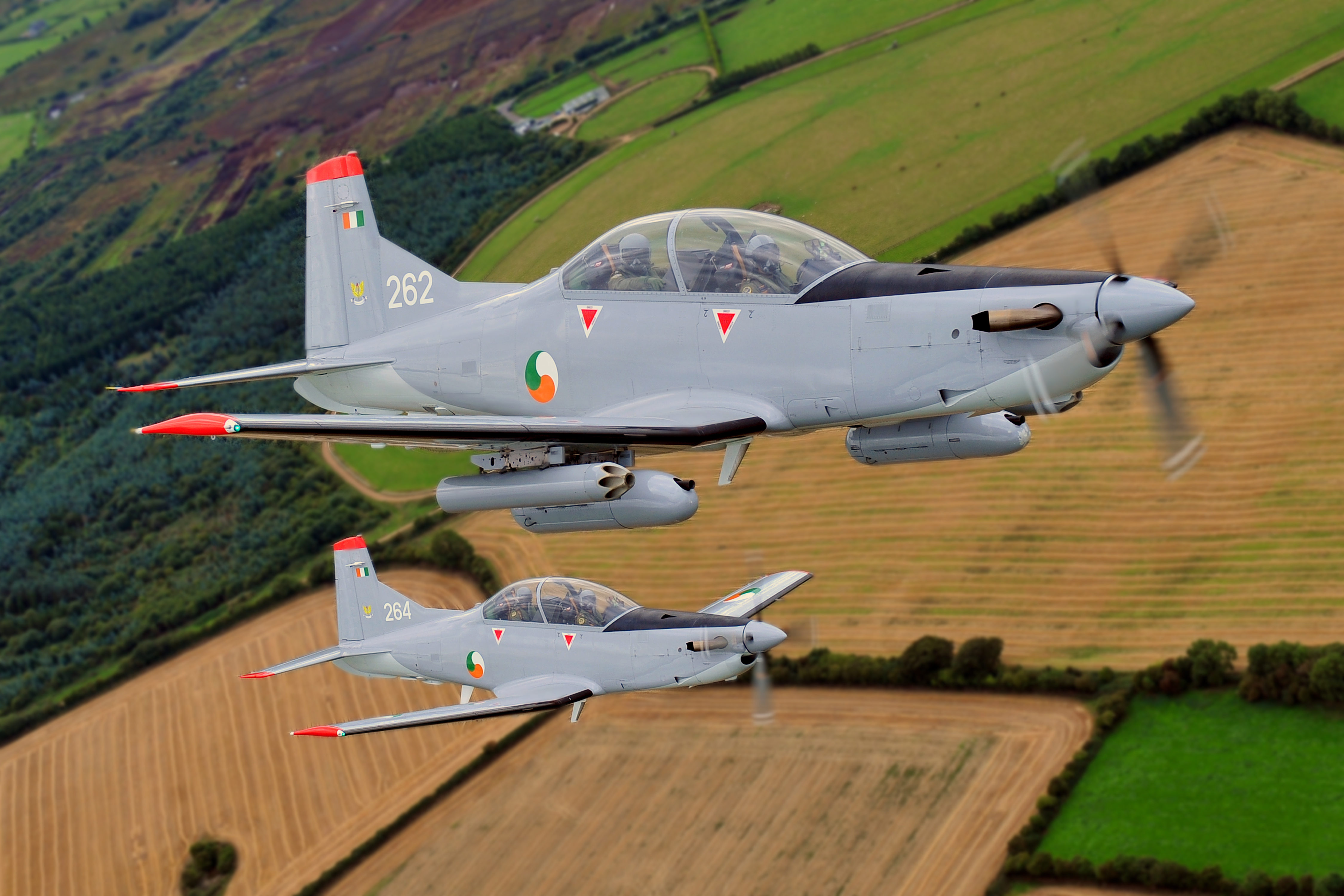
Pilatus PC-9M du Corps aérien irlandais avec deux nacelles d'armement (2013)
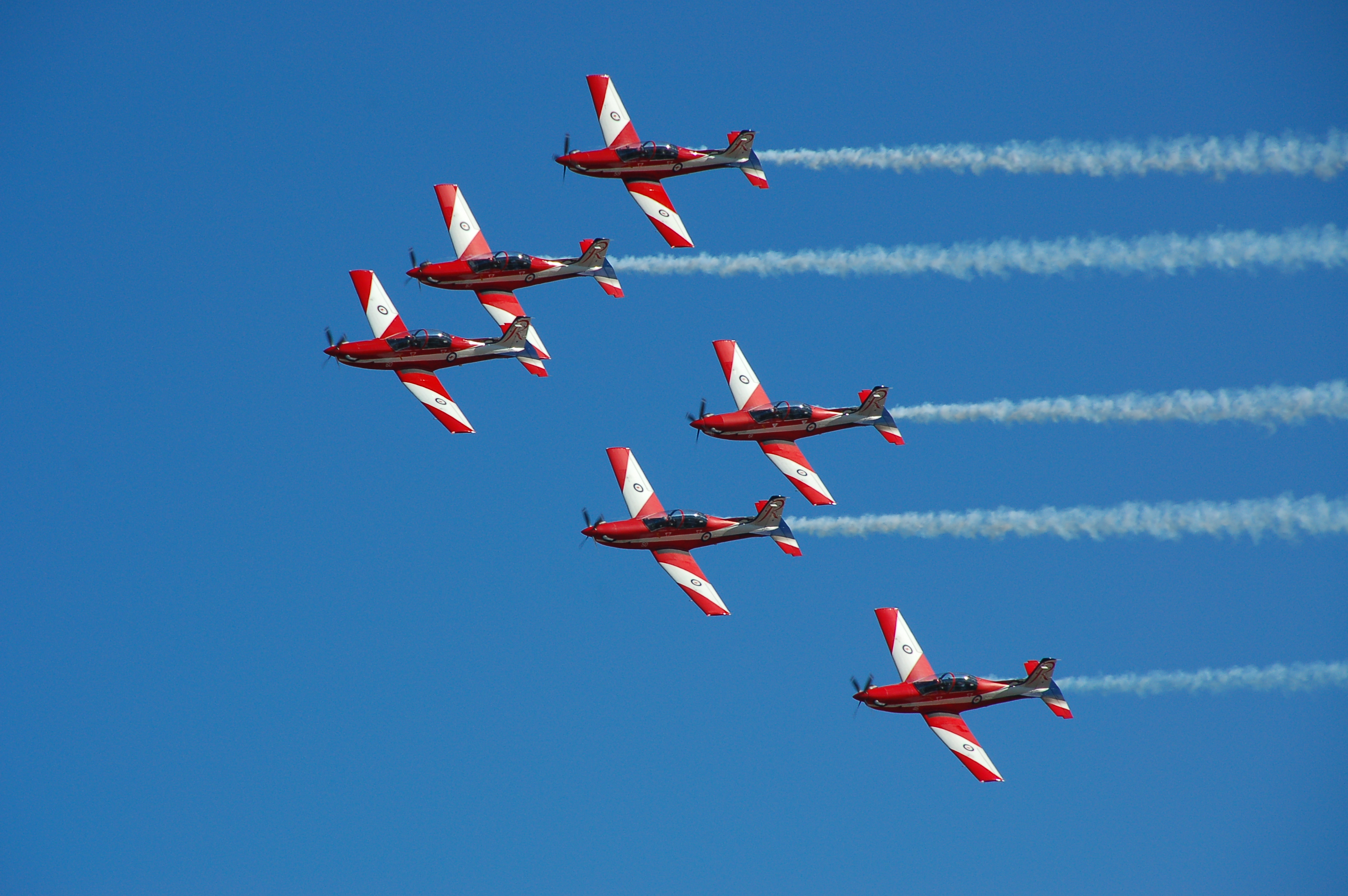
Pilatus PC-9A de la patrouille acrobatique Roulettes de la RAAF en formation (2013)
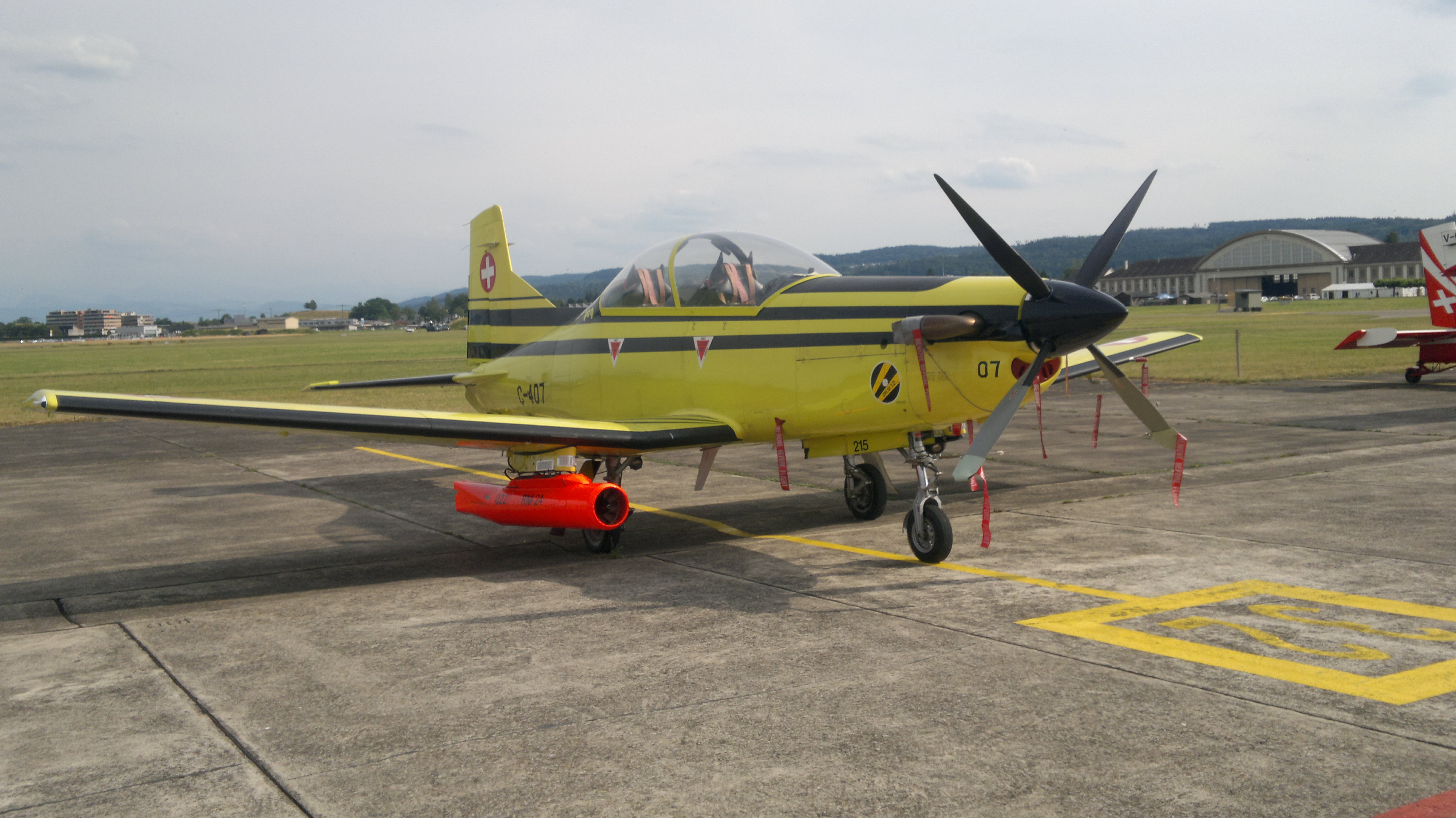
PC-9 des Forces aériennes suisses équipé du treuil RM24 pour le remorquage de cible. Ce treuil, d'un poids de 90 kg, est équipé d'un câble de 4 000 m de long d'un diamètre de 1,63 mm (2014).
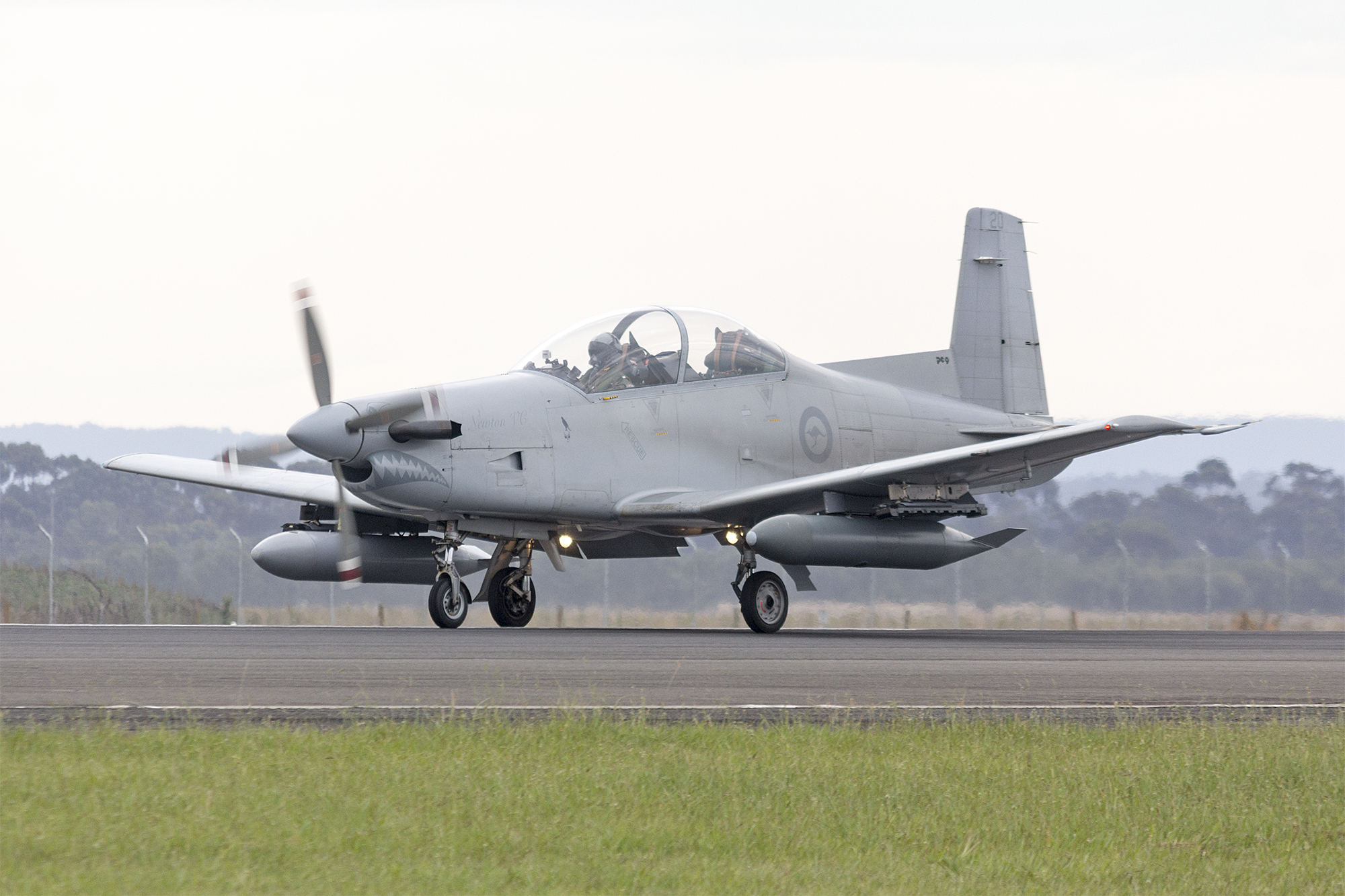
PC-9A/F pour le contrôle aérien avancé (FAC) du No. 4 Squadron australien (2015).

## Utilisateurs

### Militaires
Angola

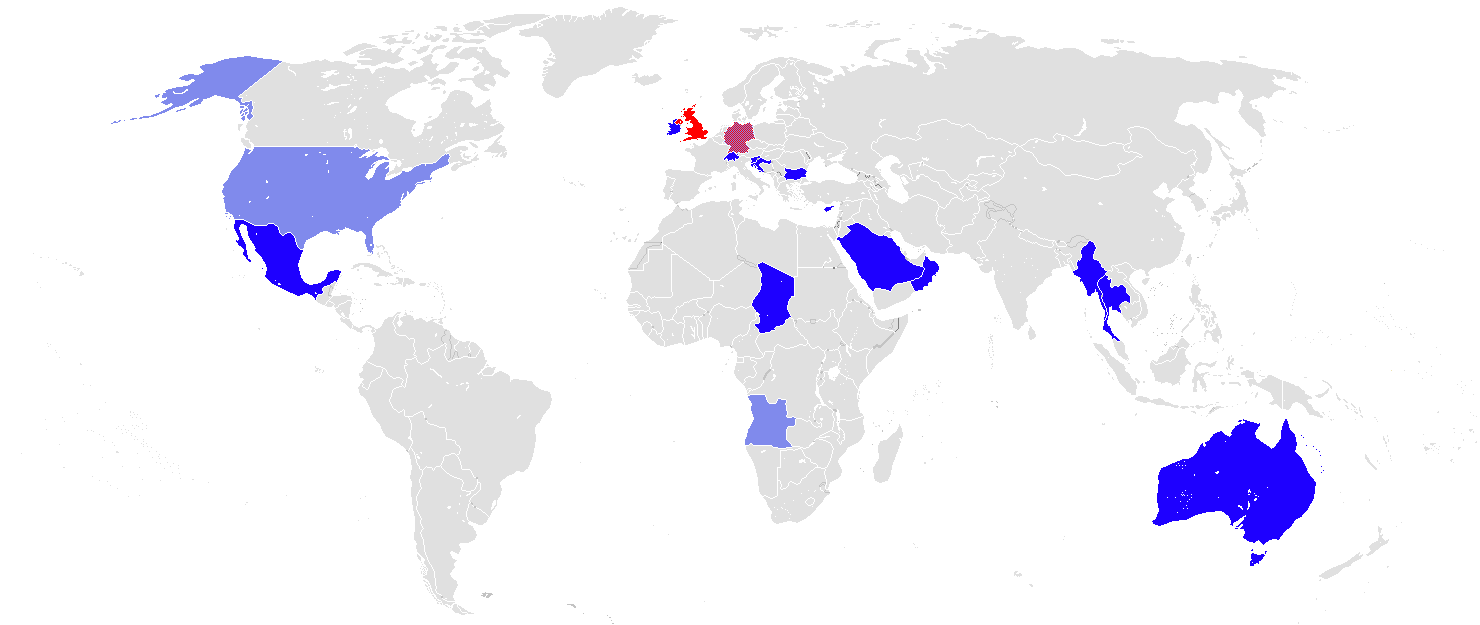
Utilisateurs du PC-9 en bleu foncé, anciens utilisateurs en bleu clair et utilisateurs civils en rouge (2013)

- Força Aérea Popular de Angola : 4 × PC-9 (s/n 115 à 118 / immatriculation R-600 à R-603) commandés en 1986 et livrés en 1987[3]. En tout une dizaine de PC-7 et PC-9 semblaient en service en 2007[1], comme en 2020[4].

 Birmanie
- Force aérienne du Myanmar : 7 ou 10 × PC-9 acquis, le nombre d'appareils actuellement en service est inconnu. Quatre PC-9 (c/n 102 et 104 à 106 / immatriculation 3601 à 3604) ont été livrés en 1986, trois autres (c/n 186 à 188 / immatriculation 3605 à 3607) PC-9 de plus sont commandés et livrés en 1990[1]. Il est possible que cette commande comportait trois appareils de plus[5] (c/n 188 à 191 / immatriculation 3608 à 3610)[6]. Un appareil a été détruit, le PC-9 3602 (s/n 104) et le cockpit du 3604 (s/n 106) sont exposés au Defence services museum à Naypyidaw. Aujourd'hui, le support technique des avions est très limité du fait des embargos internationaux imposés au régime militaire qui, mis à part d'être membre de l'ASEAN, poursuit une politique de non-alignement[1].

 Bulgarie

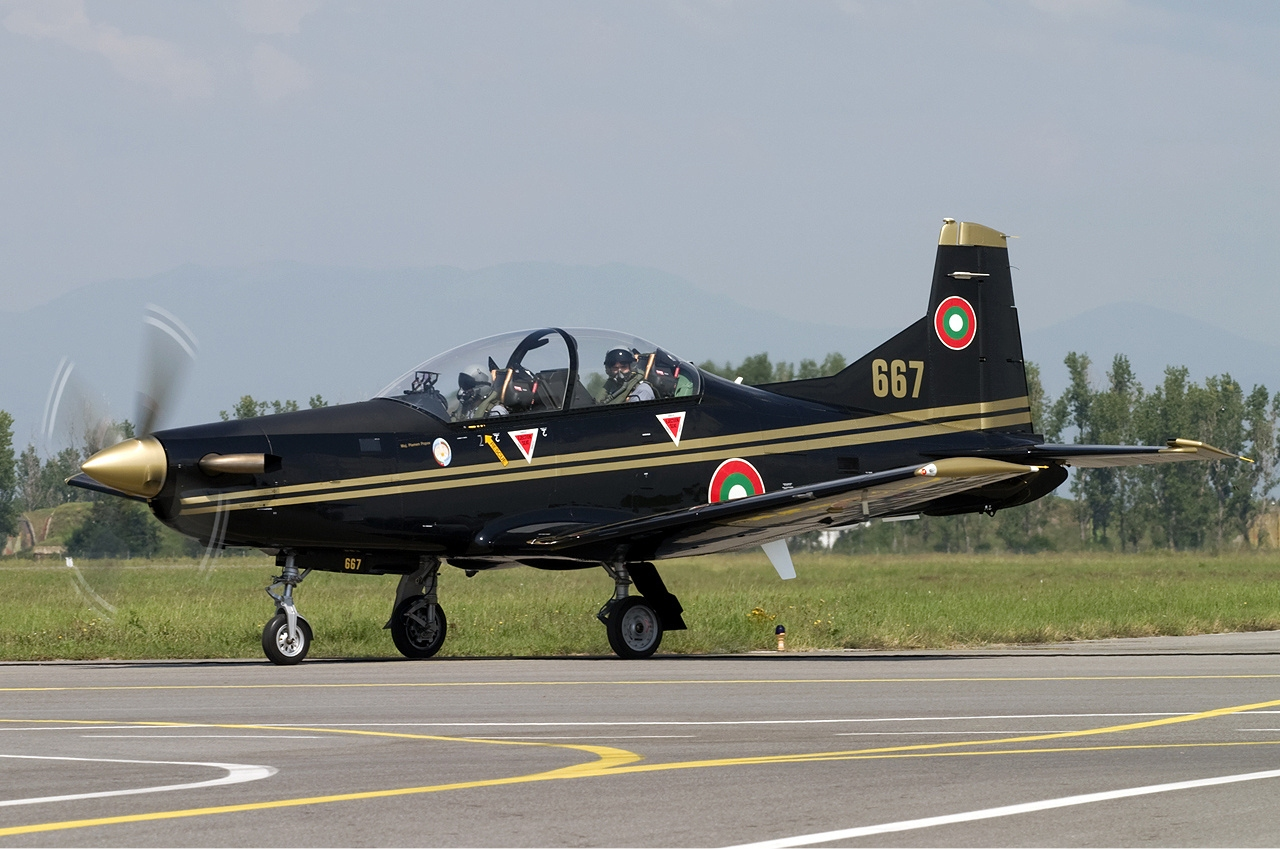
PC-9M bulgare en 2005

- Force aérienne bulgare : 6 × PC-9M (c/n 663 à 668 / immatriculation 663 à 668) livrés en novembre et décembre 2004. En remplacement de leur Aero L-29, la Bulgarski Voenno Vzdushni Sili passe commande de six PC-6M le 5 décembre 2003. Le contrat, d'une valeur de plus de 50 millions de francs suisses, comprend également des systèmes de formation au sol, un package logistique intégré et un avion de transport PC-12M. Le premier PC-9M bulgare a effectué son premier vol au départ de Stans le 20 septembre 2004 et les trois premiers appareils ont été livrés le 18 novembre 2004 à la 12e base aérienne d'entraînement Kamenec[1]. Une option d'achat de 6 autres PC-9M (669 à 674) n'a pas été levée. Ils sont actuellement affectés à l'escadrille 2/12 (Utchebna Avio Eskadrilal), qui les exploitent depuis la base aérienne de Dolna Mitropolia (bg) (LBPL). L'appareil 665 a été endommagé le 29 novembre 2010, il était encore stocké en juillet 2015[3]. Cinq PC-9M en service en 2019, six en 2020.

 Croatie

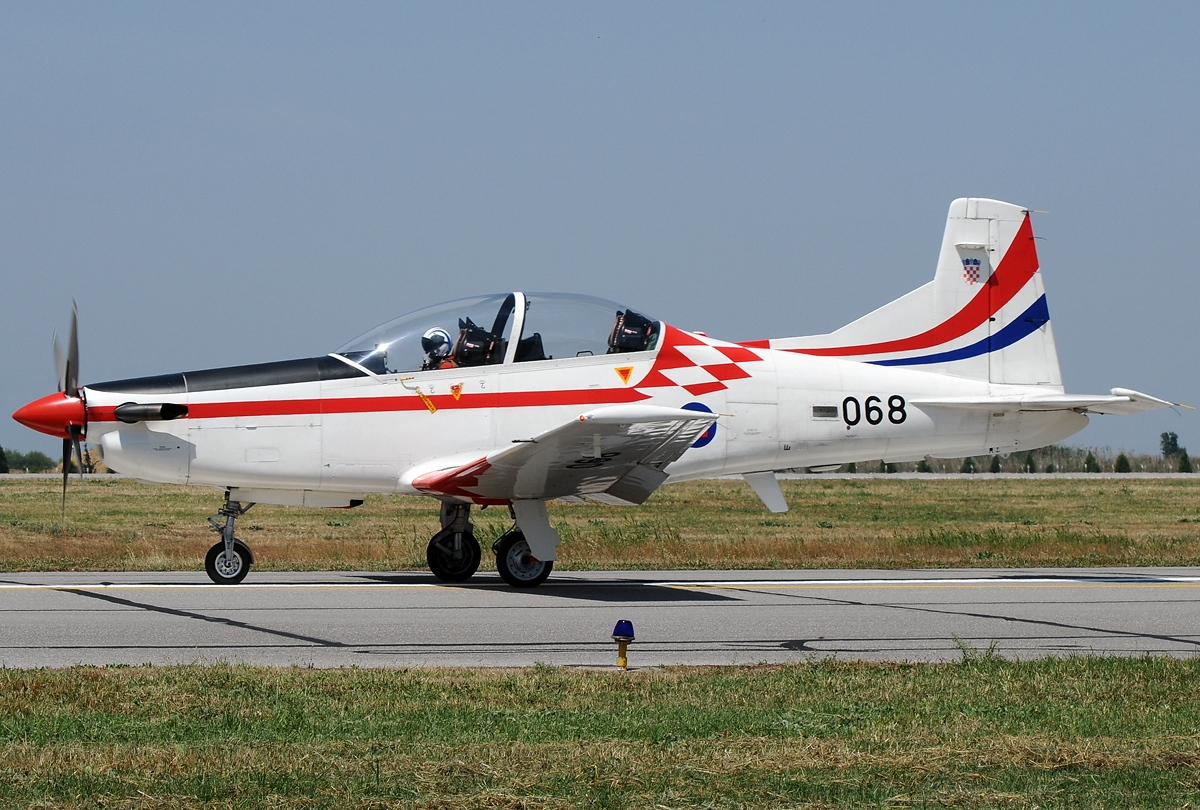
PC-9M croate

- Aviation militaire et la défense aérienne croates : 3 × PC-9 (c/n 107, 183 et 185 / immatriculation 051 à 053) et 17 × PC-9M (c/n 617 à 633 / immatriculation 054 à 070) livrés entre 1996 et 1997[3],[5], 14 PC-9M en service en 2020. En 1996, peu de temps après la levée de l'embargo sur les armes à la suite des Accords de Dayton de 1995, la Hrvatske Zračne Snage (Force aérienne croate) commande 20 PC-9 pour établir une unité de formation au pilotage, avec leur flotte existante d'avion d'entraînement UTVA-75. Toutefois, pour que Pilatus reçoive une licence d'exportation, la livraison sans point d'emport était une condition fixée par le Parlement suisse[1]. Trois × PC-9 (c/n 107 construit en 1986, 183 et 185 construits en 1991 et 1990 / 051 à 053) achetés d'occasion, mais avec peu d'heures de vol, sont livrés en 1996, et 17 × PC-9M (c/n 617 à 633 / 054 à 070) sont livrés en 1997. Un simulateur de vol est livré en 1998[7].

Ces appareils ont été alors mises en œuvre par l'escadron d'entraînement léger, subordonné à l’ Air Force Academy « Rudolf Peresin », au sein du Ier escadron d'entraînement de base (I. Ezkadrila za Temeljnu Obuku) et du IIe escadron d'entraînement supérieur et dédié (II. Ezkadrila za Visu iNamjensku Obuku) basés à la base aérienne 93 Zadar (93 Zrakoplovna Baza Zadar-Zemunik), aux côtés des UTVA-75, remplacés par cinq Z 242L à partir de 2007. Le 25e escadron mixte de renseignement électronique (25 Mješovita Eskadrila za Elektronsko Djelovanje i Izvidanje) basé à la base aérienne 92 Pula, utilisait trois PC-9 dans le rôle d'ELINT, prêtés par l'académie. En mars 2003, les escadrons d'entraînement ont fusionné avec l'escadron d'aéronefs (Eskadrila aviona). En 2019, l'escadron a changé son nom en 392e escadron d'avion (392. eskadrila aviona) et devient directement subordonné à la 93e Escadre (anciennement la 93e base aérienne). Les trois PC-9 (c/n 107, 183 et 185 / 051 à 053) et les PC-9M immatriculé 058 (c/n 621), 060 (c/n 623) et 065 (c/n 628) mis en vente en janvier 2015, ont été retirés du service. La patrouille acrobatique de la force aérienne croate Wings of Storm vol sur 6 PC-9M depuis 2005.
 Irlande

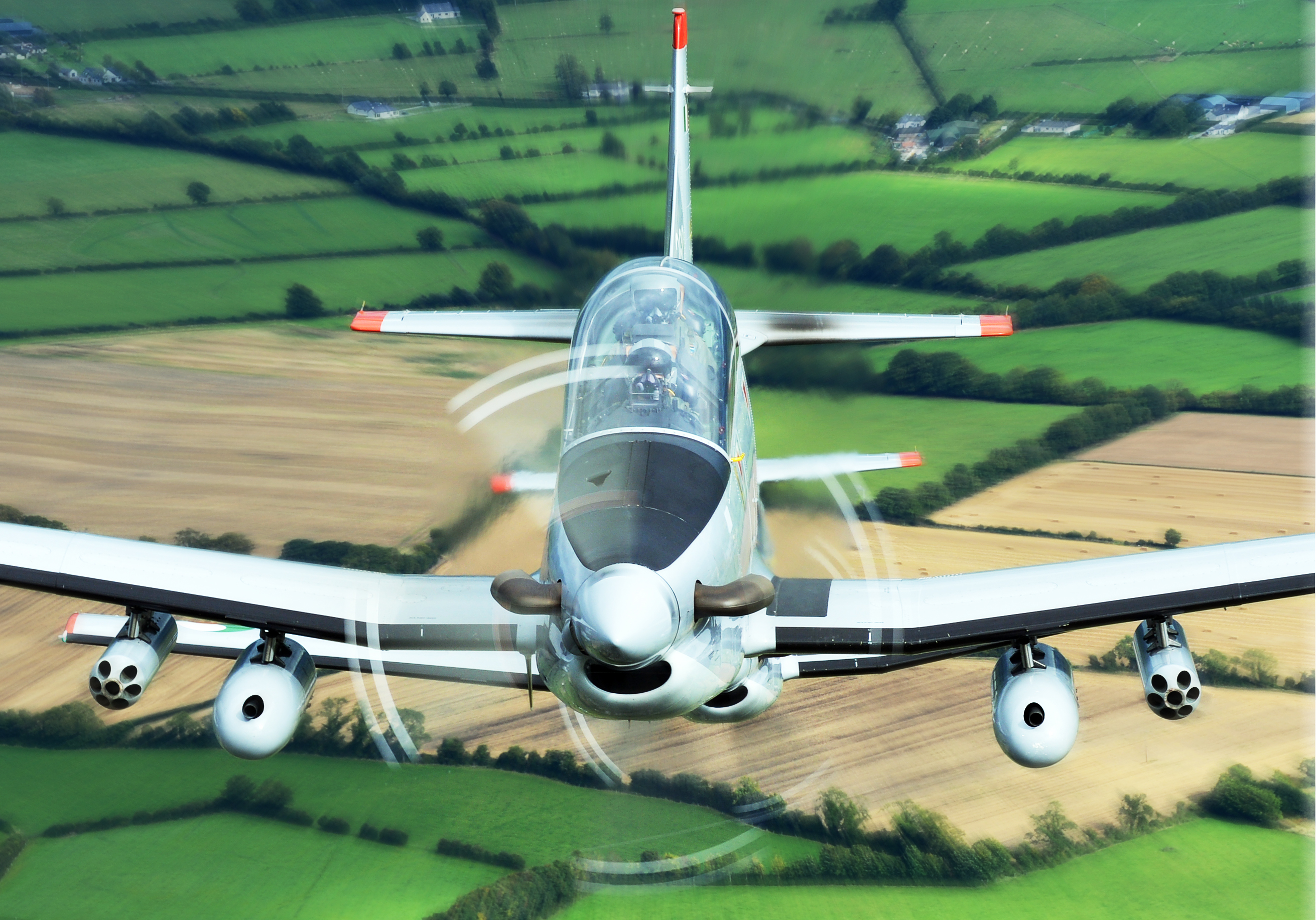
PC-9M irlandais équipé de deux nacelles FN HMP-250 avec mitrailleuse de 12,7 mm et de deux nacelles lance-roquettes FN LAU-7A de 70 mm.

- Irish Air Corps : 8 × PC-9M (c/n 655 à 662 / immatriculation 260 à 267) reçus en 2004[3],[1]. Le contrat a été signé le 16 janvier 2003, à la suite d'un appel d'offres impliquant le Embraer EMB 314 Super Tucano ALX et le Beechcraft T-6 Texan II pour remplacer SF-260W Warriors. La valeur de ce contrat, y compris les systèmes de formation au sol avec un simulateur de base fixe et un ensemble complet de soutien logistique intégré, était de 60 millions d'euros, TVA incluse[8]. Dans ce cas, Pilatus a soutenu techniquement une version armée de son avion d'entraînement, l'armement étant acheté séparément auprès de FN Herstal. Pour l'appui aérien rapproché, l'avion peut être équipé de deux nacelles FN HMP-250 avec une mitrailleuse FN M3P[9] de 12,7 mm chacune et de deux nacelles lance-roquettes FN LAU-7A de 70 mm[10].

Les trois premiers appareils ont été officiellement remis le 21 avril 2004 à l'aérodrome Casement (Baldonnel), où les PC-9M équipent la Flying Training School de l'Air Corps College. L'appareil 265 (c/n 660) s'est écrasé le 12 octobre 2009 à Crumlin East près de Cornamona (Comté de Galway) en raison de mauvaises conditions météorologiques. L'Irish Air Corps a décidé en 2016 de le remplacer par un nouvel appareil (c/n 779 / immatriculation 269) qui a été livré par Pilatus le 4 juillet 2017. Le PC-9M n'étant plus en production, c'est un ancien appareil de la force aérienne mexicaine (c/n 669 / immatriculation 2601) qui a été acheté et remis à neuf. Huit appareils sont en service en 2020.
 Oman
- Royal Air Force of Oman : 12 × PC-9M (c/n 643 à 654 / immatriculation 426 à 437)[3]. Douze PC-9M sont commandés en 1998 pour le service avec la Sultan Qaboos Flying Academy à Masirah. Livré entre début 2000 et 2001, l'avion, qui a remplacé le BAC Strikemaster Mk.82, arbore un camouflage gris bicolore. Il est en service avec le 1er escadron aux côtés du planeur Schoeibe-Falke et de l'avion d'entraînement de base PAC SuperMushshak[1].

 Slovénie

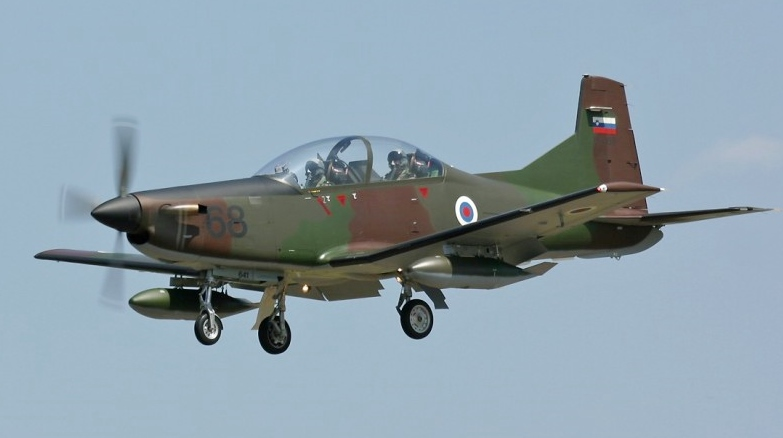
Un PC-9M slovène atterrissant à l'aéroport Cerklje ob Krki en 2009.

- 15e régiment d'aviation militaire : 12 × PC-9 acquis, 9 PC-9M Swift en service en 2020[3]. Trois PC-9 (c/n 180 à 182 / immatriculation L9-51 à L9-53), commandés en 1994 ont été reçus en mars 1995, ils portèrent d'abord les immatriculations civiles slovènes S5-DSL, S5-DPT et S5-DPI. Ces trois appareils, repris auprès de l'US Army par Pilatus et révisés, ont d'abord été opérés par l’US Army Airborne & Special Operations Test Board (USAABNSOTBD) de Fort Bragg entre 1991 et 1992. En 1997, 9 PC-9M (c/n 634 à 642 / immatriculation L9-61 à L9-69) sont commandés. Livrés en 1998-1999, ils furent transformés pour le combat peu de temps après par des compagnies françaises, israéliennes et belges, comme les trois premiers appareils reçus en 1995[5].

Basés à Cerklje ob Krki, les Pilatus sont utilisés comme avion d'entraînement avancé et comme avion d'attaque au sol. Ils peuvent recevoir différents types d'armements. En mars 2004, le L9-52 (c/n 181), l'un des trois PC-9 reçus en 1995, subit un accident mortel à Lenart. Les deux autres, L9-51 et L9-53 (c/n 180 et 182), sont vendus à RUAG en septembre 2015 qui les révisa et les revendit sur le marché civil américain. Le 27 novembre 2019, un PC-9M percuta une ligne électrique près de Dravograd lors d'un vol d'entraînement à base altitude. Le pilote parvint à se poser l'aéroport de Maribor.
 Tchad
- Escadrille Nationale Tchadienne : 1 × PC-9 (c/n 248 / immatriculation TT-QAG)[3]. Construit en 2003, il est livré durant le second semestre de 2006 (ex HB-HRH4), et reçoit rapidement une capacité d'emport d'armement certainement à l'aide de la France. Selon la base de données de scramble.nl, cet appareil est stocké à N'Djamena, tout comme les deux PC-7[15].

#### Ancien utilisateurs militaires
Arabie saoudite
- Royal Saudi Air Force : 50 × PC-9 : 30 appareils (c/n 108 à 143 / immatriculation 2201 à 2215 et 4201 à 4215) livrés en 1986 - 1988 et 20 autres (c/n 225 à 244 / immatriculation 901 à 920) livrés en 1995 - 1996. Après l'échec à la compétition AST.412 de la Royal Air Force pour un nouvel avion d'entraînement[16], la coopération étroite développée entre Pilatus et British Aerospace pour cette compétition a rapidement conduit à un accord avec l'Arabie saoudite en 1986 lorsque le contrat Al Yamamah a été signé entre les gouvernements britannique et saoudien. En plus de la livraison des avions Tornado ADV / IDS, BAe a offert un module de formation des pilotes construit autour des avions d'entraînement PC-9 et Hawk Mk. 65. La force aérienne royale saoudienne est donc devenu le premier client du PC-9[1] et Pilatus a livré 30 avions (c/n 108 à 143 / 2201 à 2215 et 4201 à 4215)[17] entre 1986 et 1988[5], qui ont équipé le 22e escadron de la King Faisal Air Academy (en) établi sur la base aérienne de Riyad (en).

En 1994, l'accord Al-Yamamah 2 a été signé, comprenant des Tornado IDS et Hawk supplémentaires ainsi que 20 PC-9 (c/n 225 à 244 / 901-920) supplémentaires. Ces avions ont été initialement livrés à Warton (en) entre octobre 1995 et juillet 1996, pour une modification mineure par BAe (immatriculations militaires britanniques ZH975 à ZH994), après quoi ils ont été livrés entre décembre 1995 et août 1996 pour un service avec le 9e escadron, qui fait également partie de la King Faisal Air Academy. Un PC-9 (2204) a été transféré à BAE Systems à Warton de décembre 2005 à 2012. Le PC-9 2209 (c/n 122) a été accidenté le 9 novembre 2009, le 4215 (s/n 143) le 29 avril 1998. Le PC-9 902 (s/n 226) est exposé. Les 47 autres appareils ont été retirés du service entre 2014 et 2018, remplacés par 55 Pilatus PC-21.
 Australie

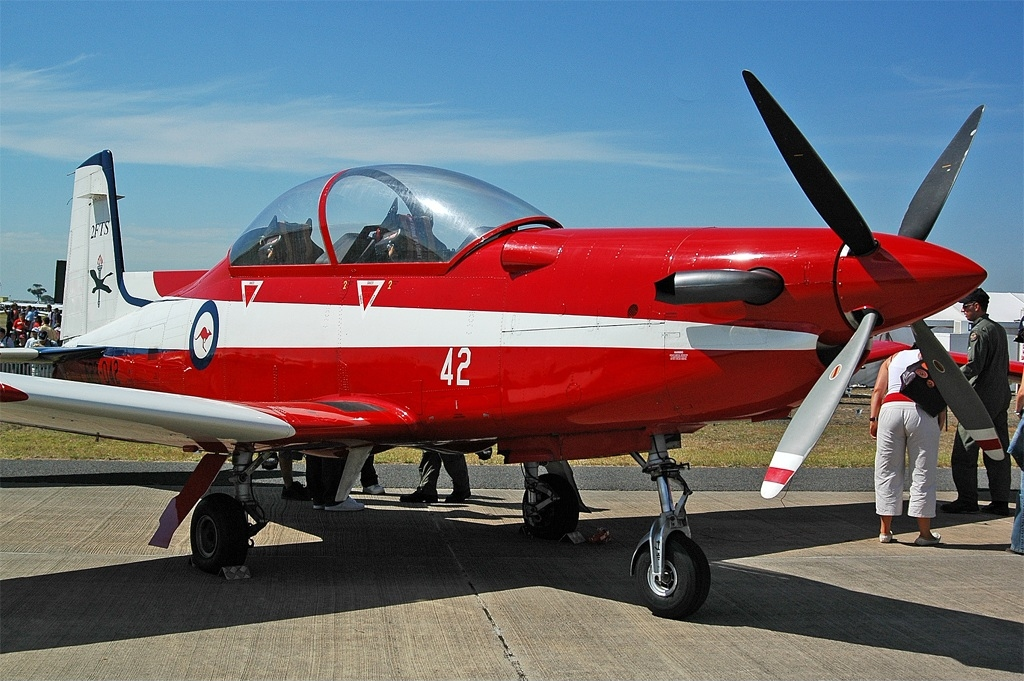
PC-9A du No. 2 Flying Training School (2FTS).

- Royal Australian Air Force: 67 × PC-9A (c/n 501 à 567 / immatriculation A23-001 à A23-067)[3].

Afin de remplacer sa flotte de MB-326, la Royal Australian Air Force a demandé en 1985 à Pilatus de faire des propositions de contrats basés sur les PC-7 et PC-9 devant répondre aux exigences de l'AFTS 5044 portant sur de nouveaux avions d'entraînement. Bien que la RAAF ait initialement préféré le PC-7, le PC-9, qui venait de devenir disponible, a été sélectionné en 1986 face au Short Tucano (en) et au Wamira (en), dont le programme a alors été abandonné. Le contrat, d'une valeur de 145 millions de dollars US, comprenait une compensation industrielle de 30 %.
Deux PC-9 fabriqués en Suisse (c/n 501 et 502 / A23-001 et A23-002) ont été livrés en 1987. Entre-temps, de Havilland Aircraft a obtenu des droits de licence et a mis en place une ligne de production à Bankstown. D'abord, 17 kits fournis par Pilatus y ont été assemblés (c/n 503 à 519 / A23-003 à A23-019), suivis de 48 exemplaires construits localement (A23-020 / 067). Tous ces appareils sont désignés PC-9/A, le dernier a été livré en mai 1992.
Le premier programme de formation complet (158 heures en neuf mois) sur le PC-9A a commencé en août 1990. Parce qu'il n'était pas économique de les conserver, l'Australie rendit les droits de licence à Pilatus en 1998. L'opérateur principal était l'unité de formation au pilotage No. 2 Flying Training School (en) (2FTS) stationnée sur la RAAF Base Pearce (en). Les diplômés étaient ensuite transférés sur les Hawk Mk.127 du 79e Escadron, co-implantés sur la même base. La Central Flying School (CFS), stationnée à la RAAF Base East Sale (en), était équipée de 16 PC-9/A et héberge également la formation de six avions de la patrouille acrobatique des Roulettes. Tous les appareils de la CFS sont peints en rouge et blanc, les couleurs des Roulettes.

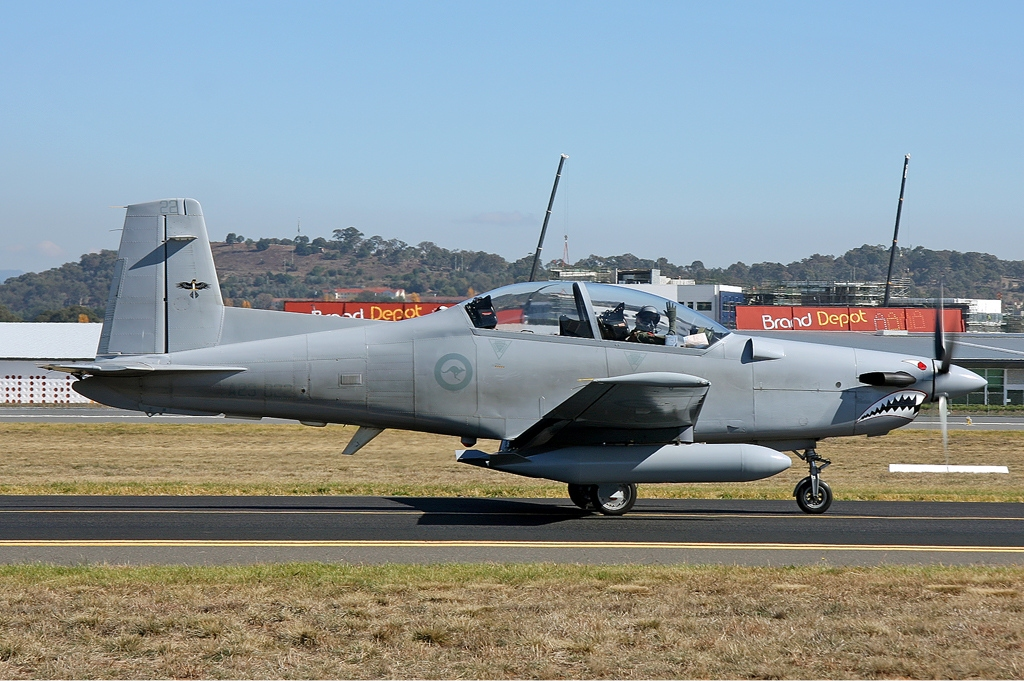
PC-9A du Forward Air Control Development Unit (2008).

Le No. 77 Squadron (en) de la No. 81 Wing (en), implantées à la RAAF Base Williamtown a utilisé trois PC-9/A (F) gris dans le rôle de contrôleur aérien avancé (en) (FAC) à partir de début 1994 jusqu'à ce que les appareils soient transférés à la Forward Air Control Development Unit (en) (FACDU) en février 2002, toujours basé à Williamtown mais maintenant sous le contrôle de la No. 82 Wing. Les principales tâches consistent à former des pilotes de F/A-18 Hornet dans le rôle de FAC rapide et à former des observateurs avancés pour l'armée. En 2009, cette unité a fusionné avec le No. 4 Squadron (No. 82 Wing) alors nouvellement reformé à Williamtown. Enfin, trois avions étaient utilisés pour des tests d'équipement et de système avec le Aerospace Operational Support Group (en) à la RAAF Base Edinburgh (en).
Quatre appareils ont été perdus dans des accidents et deux furent endommagés et réparés. Le 5 août 1991, le PC-9A A23-035 s'écrase près de la base d'East Sale durant une approche TACAN de nuit, tuant les deux pilotes, dont un officier de la RMAF en échange. Le 21 mars 1992, le PC-9A A23-055 s'écrase à 1,1 km au nord de l'aérodrome d'Albany après une panne moteur. Les deux pilotes, de la RNZAF en échange avec la 2FTS, parvinrent à s'éjecter, mais le passager fut gravement blessé,. Le 21 janvier 2005, le PC-9A A23-029 des Roulettes pércuta en vol le A23-039 à la base d'East Sale. Le pilote du A23-029 s'éjecta et le A23-039, gravement endommagé, parvint à se poser à East Sale. Il fut réparé et repris le service de vol. Le 14 avril 2010, un PC-9A perdit en vol deux portes du train d'atterrissage. Le 18 mai 2011, le PC-9A A23-039 s'écrasa à environ 1 km de la base d'East Sale en raison d'une perte de puissance lors de la phase de montée à environ 9 km de la base. Les pilotes firent alors demi-tour mais durent s'éjecter.
Les 63 appareils en service ont été remplacés par 49 Pilatus PC-21 à partir de 2017. En décembre 2019, le PC-9/A est retiré du service actif de la RAAF. En mars 2020, les 18 derniers PC-9/A sont mis aux enchères.
 Chypre
- Force aérienne chypriote : 2 × PC-9/B (c/n 174 et 175 / immatriculation 901 et 902). Commandés en 1988 la Cyprus National Guard Air Command, les deux appareils camouflés, livrés fin 1989 et début 1990 à l'escadron hélicoptère-aéronef (Mira Elikopteron-Aeroskafon MEA)[1], portèrent les noms de « Kerýneia » (901) et « Ammóchostos » (902), deux villes situées dans la partie de l'île occupée par la Turquie. Basée à Paphos, cette unité utilisa les PC-9 pour l'entraînement avancé, la surveillance de la « Ligne verte », le remorquage de cibles au profit des unités de DCA au moyen du système de remorquage de cibles RM24 et la simulation d'attaque air-sol.

En 1996 l'Air Wing est reformé en Cyprus Air Force (Kypriaki Stratoitiki Aeroporia). Après une réorganisation le 12 novembre 2001 les appareils ont été affectés au 4 sminos, l'unité à voilure fixe du 450 ME / P (Mira Elikopteron) contrôlé par le 55 Pteriga à Paphos, d'où les PC-9 opérèrent aux côtés d'un BN-2B-21 Islander et des hélicoptères Mi-35P des trois autres unités de l'escadron. En mai 2002 l'unique escadron d'avion et d'hélicoptère a été scindé en deux escadrons, un troisième est créé en 2012. Le 10 septembre 2005 l’appareil 902 est perdu lors d'un impact sans perte de contrôle sur un clocher à Kolossi près de Limassol entraînant le décès des deux membres d'équipage. Le PC-9 901, opéré alors par le 460 MED, a été stocké (état en octobre 2016) puis retiré du service en 2019.
 États-Unis
- United States Army : 3 × PC-9S (s/n 180 à 182 / immatriculation 91-00071 à 91-00073). L'US Army Airborne & Special Operations Test Board (USAABNSOTBD), de l’Operational Test and Evaluation Command (OPTEC), basé à Fort Bragg en Caroline du Nord, a choisi le PC-9 plutôt que le Tucano pour remplacer ses T-28 Trojan utilisés comme avion suiveur pour photographier et évaluer des opérations de parachutage/largage. Au début de 1991, un contrat de location-vente d'une valeur de 10 millions de dollars américains est signé pour trois PC-9 de couleur orange / blanc (91-0071 à 91-0073). Bien que le PC-9 soit bien adapté à la tâche, il est vite devenu évident que les avions étaient trop coûteux pour fonctionner dans le cadre du budget resserré de l'ASOTD et ont été retournés à Pilatus en octobre 1992. Révisés, ils sont vendus à la Slovénie en 1994[1],[13].
- United States Air Force : Dans le cadre du programme JPATS (en) (Joint Primary Aircraft Training System), qui voit le PC-9 Mk II s'imposer et donner naissance au T-6 Texan II, trois PC-9 ont été utilisés avec des immatriculations civiles par Raytheon. Le PC-9 (c/n 002 / PT-2) est immatriculé N26BA de 1991 au 15 septembre 1995 (alors immatriculé HB-HPB?). Le Beech Pilatus PC-9 Mk II (c/n PT-2) est immatriculé N8284M de décembre 1992 à septembre 2002. Le PC-6 Mk II (c/n PT-2) immatriculé N209BA est stocké à la Wright Patterson AFB (NMUSAF).

 Irak
- Force aérienne irakienne : 21 × PC-9 (c/n 107, 144 à 163 / immatriculation 5800 à 5820)[3] commandés en 1986 par l’Al Quwwat Al Jawwiya Al Iraqiya et reçus entre 1987 et 1990[5]. Les PC-7 et PC-9 ont été utilisés à la fois comme avion d'entraînement à l'académie de la force aérienne à Tikrit et comme avion d'attaque au sol léger à partir de bases telles que Umm Qasr près de Bassorah. Un nombre inconnu d'avions a été détruit au sol pendant la guerre du Golfe de 1991. Le 22 mars 1991, un PC-9 a été perdu au-dessus de la zone d'exclusion aérienne nord juste après le début de l'opération Desert Storm lorsque son pilote, qui escortait un Su-22 qui a été abattu, s'est éjecté après avoir été fortement intimidé lors de son interception par un F-15C. Les PC-7 et PC-9 restants ont été utilisés jusqu'à l'invasion de l'Irak en 2003 par la coalition menée par les États-Unis, durant laquelle la majeure partie de la flotte a été détruite ou endommagée[1]. Le PC-9 (c/n 148 / immatriculation 5805) semble avoir été préservé et monté sur un socle[3].

 Mexique
- Fuerza Aérea Mexicana : 2 × PC-9M (c/n 669 et 670 / immatriculation 2601 et 2602)[3] reçu le 7 octobre 2006. L'appareil 2602 (c/n 670), alors en mission d'entrainement pour la parade du 16 septembre, s'est écrasé le 14 septembre 2011 à la Base aérienne militaire N° 6 de Terán (es) au Chiapas. Les pilotes s^éjectèrent après avoir percuté une buse mais l'un des deux fut tué lors du contact avec le sol[28]. Le second appareil (2601) fut vendu le 17 novembre 2016 au Corps aérien irlandais par l'intermédiaire de Pilatus[12].

En raison de la guerre au Chipas début 1994, et de l'utilisation de PC-7 armés de la FAM contre l'EZLN, la Suisse, au même titre que d'autres pays, posa un embargo sur les équipements militaires à destinations du Mexique. En conséquence, les pièces détachées pour la flotte de PC-7 ne furent plus livrées et la commande de 48 PC-9 passée en 1993 fut annulée. Les dix PC-9B (c/n 164 à 173) déjà produit sont finalement livrés à la société allemande E.I.S. Aircraft GmbH.
 Suisse

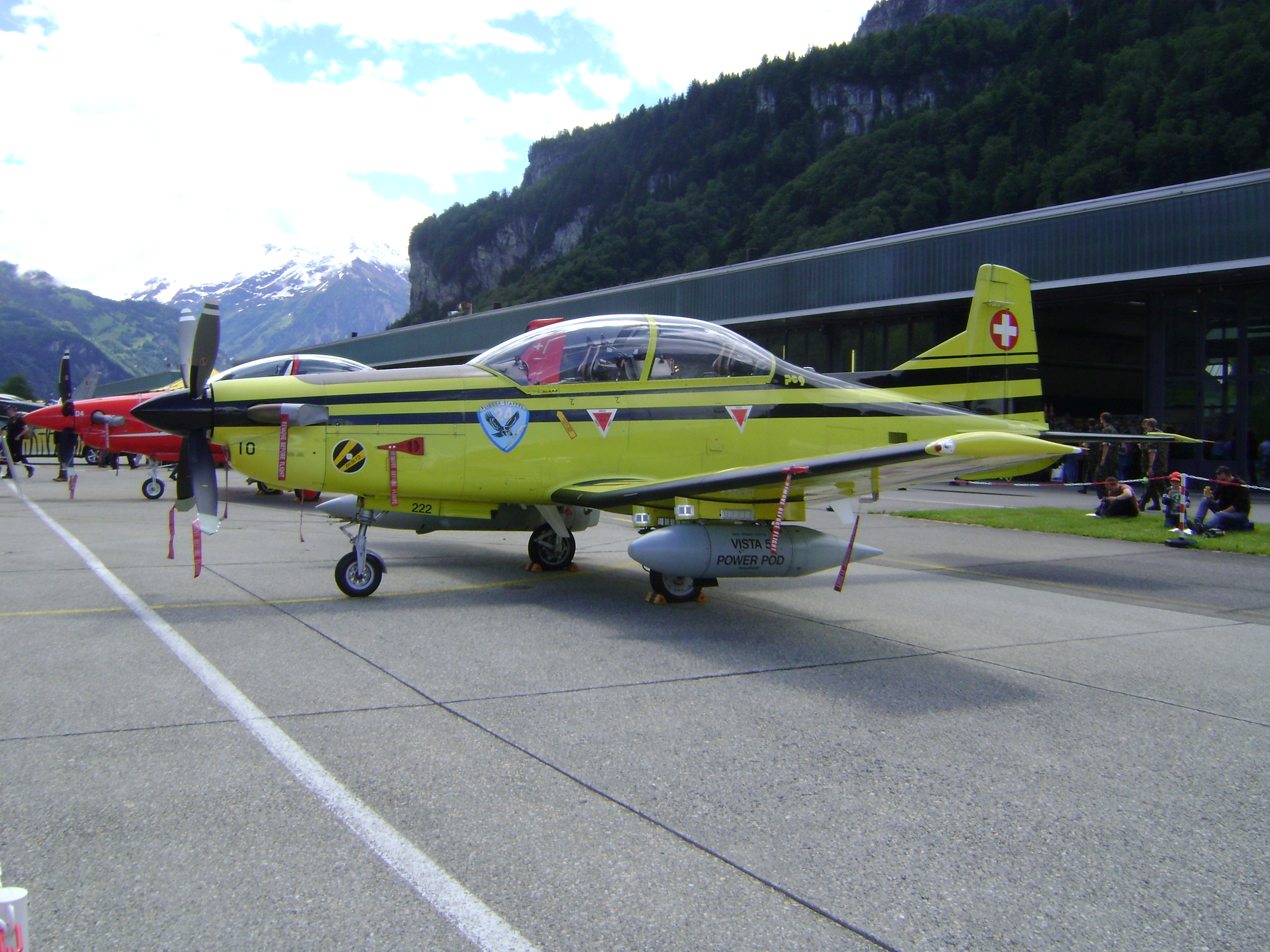
PC-9 des Forces aériennes suisse équipé d'une nacelle de guerre électronique JAMMER ECM Saab/Ericsson Vista 5.

- Forces aériennes suisses : 12 × PC-9/F : 8 × PC-9 (c/n 119, 120, 178, 179, 213 à 216 / immatriculation C-401 à C-408). Les 4 premiers PC-9 sont livrés en 1988 et 1989, les 4 autres en automne 1992. 4 × PC-9 (c/n 221 à 224 / immatriculation C-409 à C-412) livré en 1994[3]. Ces commandes ont pour but de remplacer les anciens C-3605 utilisés pour le remorquage de cible. Outre ces 12 appareils, 4 PC-9 ont d'abord été loué pour différents types d'essais entre 1988 et 1991. Les Pilatus HB-HPA (s/n 001), HB-HPB (s/n 002), HB-HPE (s/n 176) et HB-HPF (s/n 107) ont alors été provisoirement immatriculé A-791, A-792, A-795 et A-797.

Les 12 PC-9, revêtus d'une livrée haute visibilité, sont affectés à l'escadrille de pointage Zielflugstaffel 12 (en) qui les engagent essentiellement comme cibles d’exercice en faveur des Troupes de DCA, au moyen d'une nacelle de tractage de cible Southwest RM-24 pour les canon DCA 35 mm 63/90 dans les zones réservées du Valais (Gluringen) et des Grisons (S-chanf) ou d'une nacelle de réflecteurs de faisceau laser pour la simulation de tir des missiles Rapier et Stinger. Ces appareils peuvent également être munis d’une nacelle de contre mesures électroniques ECM Ericsson Erijammer A-100 (Vista 4 puis JAMMER ECM Saab/Ericsson Vista 5) pour l'entraînement à la guerre électronique avec la DCA ou des appareils de combat (F/A-18 C/D et F-5E/F),. Les PC-9 sont également utilisés par la Fliegerstaffel 24 (en), spécialisé dans la guerre électronique, conjointement avec la Zielflugstaffel 12. L'appareil C-404 est accidenté le 14 octobre 1998. Le PC-9 C-401 est préservé au Flieger Flab Museum à Dübendorf. Les avions C-402 et C-403 ont été démontés et stockés par RUAG à Lodrino en 2016. Le PC-9 C-410 est exposé au Militär Museum Wildegg. 7 appareils (C-405 à C-409, C-411 et C-412) sont en service en 2016. Les derniers PC-9 sont retirés du service le 8 décembre 2022.
 Thaïlande

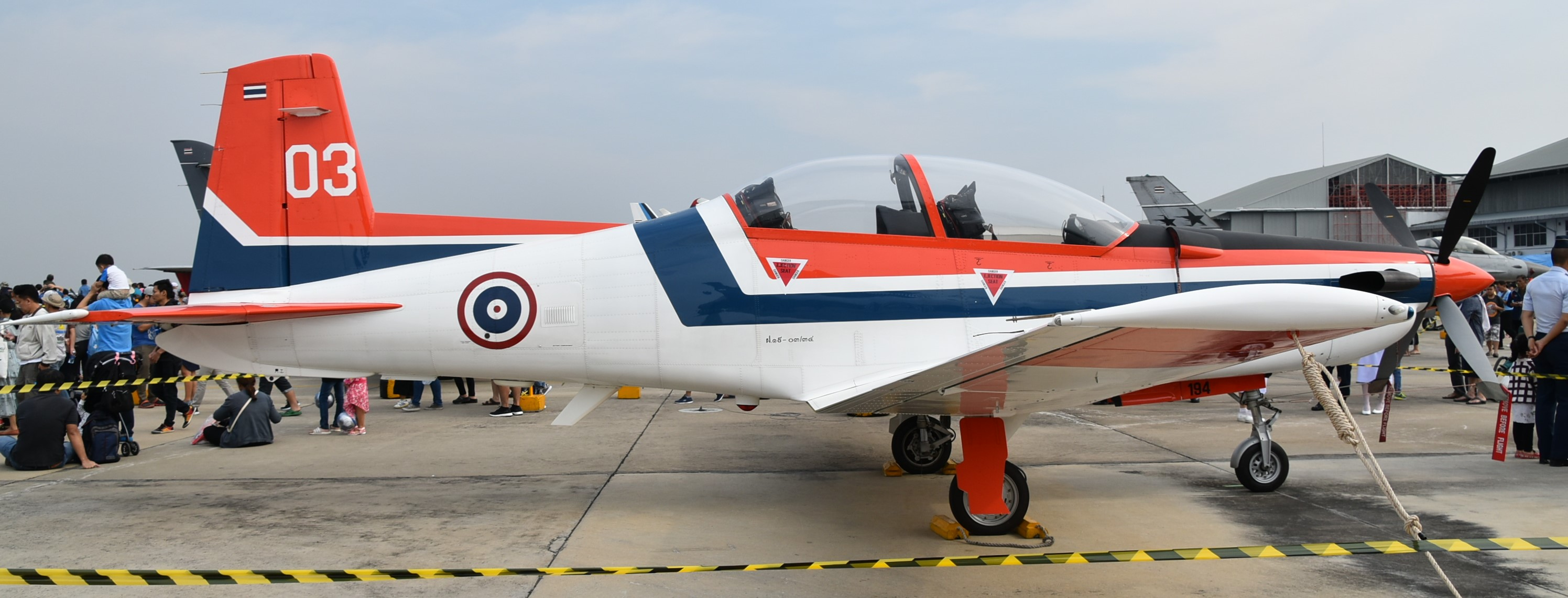
PC-9 thaïlandais

- Royal Thai Air Force : 26 × PC-9 acquis, désigné localement B.F.19[33]. La Royal Thai Air Force n'étant pas satisfaite des performances de ses nouveaux RFB Fantrainers, 20 PC-9 (c/n 192 à 211 / immatriculation F19-01/34 à F19-20/35 / code 01 à 20) sont commandés en 1990 pour les remplacer. Livrés en 1991 et 1992[5], ils servent au sein du 2 Flying Training Squadron « Mustang » (4th Air Division) stationné à la base aérienne de Kamphaeng Saen dans la province de Nakhon Pathom. En 1993, trois PC-9 supplémentaires (c/n 217 à 219 / immatriculation F19-21/36 à F19-23/36, F19-15/35 à F19-20/35 / code 01 à 23) sont commandés, puis trois PC-9M (c/n 245 à 247 / immatriculation F19-24/39 à F19-26/39 / code 24 à 26) en 1996. Selon le SIPRI, seize appareils (PC-9M) auraient été commandés, possiblement en 1997, année du début de la crise économique asiatique, mais leur livraison en 1998-1999 n'eut pas lieu[5].

Quatre appareils ont été accidentés : F19-18/35 (s/n 209) le 20 octobre 1992, F19-17/35 (s/n 208) le 1er mars 1995, F19-04/34 (s/n 195) le 15 décembre 2005, le F19-14/34 (s/n 205) le 23 février 2004, F19-25/39 (s/n 246) le 30 août 2007. Le PC-9M F19-24/39 (s/n 245) a été retiré du servivr à une date inconnue mais avant 2001. Depuis au moins août 2018, le PC-9 F19-06/34 (c/n 197) est exposé au Royal Thai Air Force Museum à la base aérienne Don Muang (en). Depuis au moins janvier 2020, le PC-9 F19-08/34 (c/n 199) est le gate guardian de la base aérienne de Kamphaeng Saen, lieu de stationnement de l'école de pilote. En 2020, 18 PC-9 et 2 PC-9M sont en service au sein du Flying Training School RTAF Squadron, dont quatre (5 à sa création) au sein de la patrouille acrobatique Blue Phoenix (en). Le RTAF utilise le PC-9 dans la deuxième phase de la formation des pilotes de chasse. L'avionique des 22 appareils a été modernisée par Pilatus en collaboration avec Thai Aviation Industries entre 2007 et 2010. Retirés progressivement du service depuis 2021, environ 12 appareils étaient encore en service au sein du Advanced Sq/2 FTS Mustang en 2023. Les douze derniers exemplaires sont retirés du service le 2 février 2024, remplacés par 12 Beechcraft T-6 Texan II reçus entre 2022 et 2023.

### Civils
Afrique du Sud
- ? : 5 × PC-9A (s/n 504 / immatriculation ?, ex A23-004; s/n 543 / ?, ex A23-043; ; s/n 559 / ?, ex A23-059; s/n 566 / ?, ex A23-066; s/n 567 / ?, ex A23-067) achetés aux enchères à la RAAF en mars 2020.

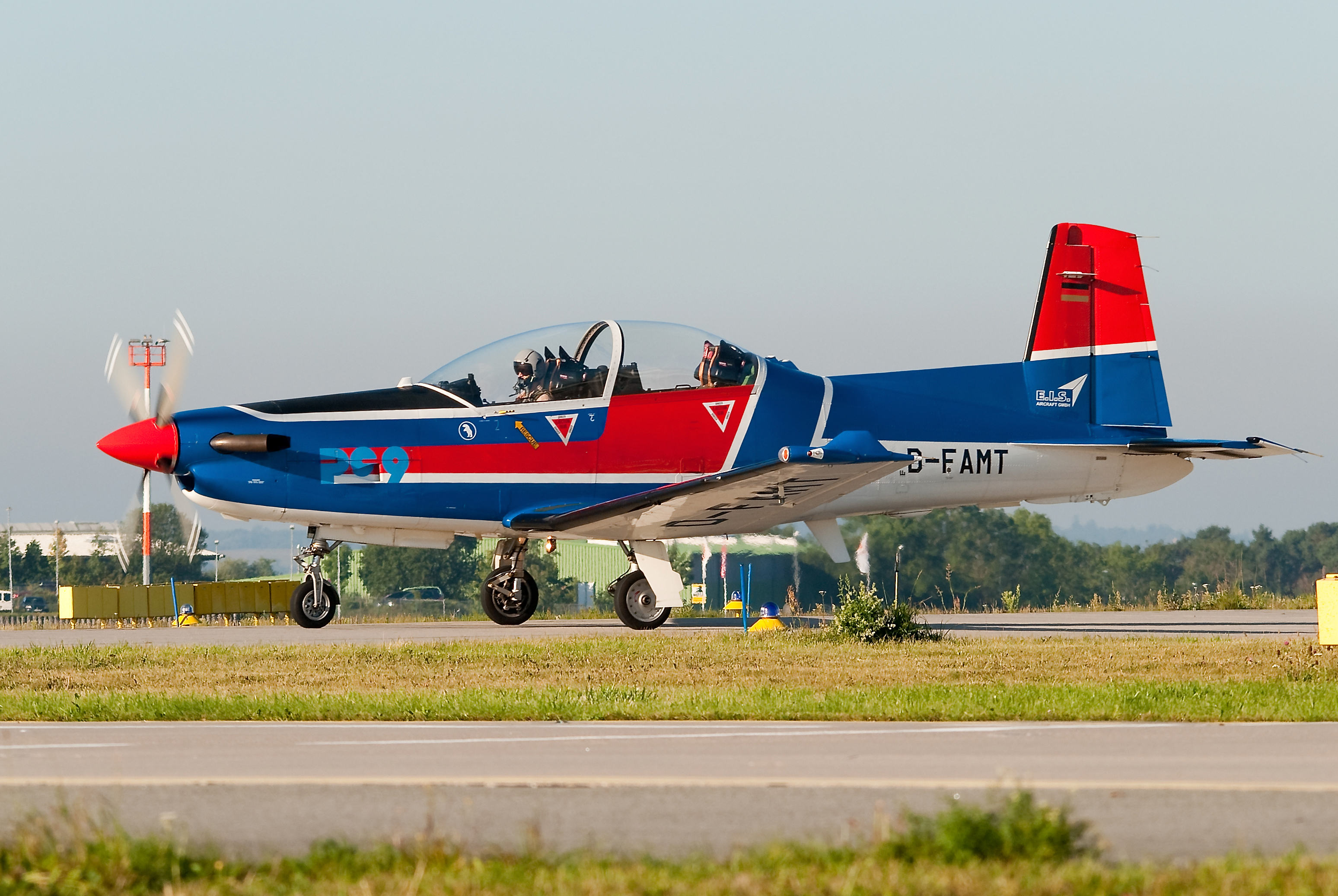
PC-9B de E.I.S. Aircraft en 2013

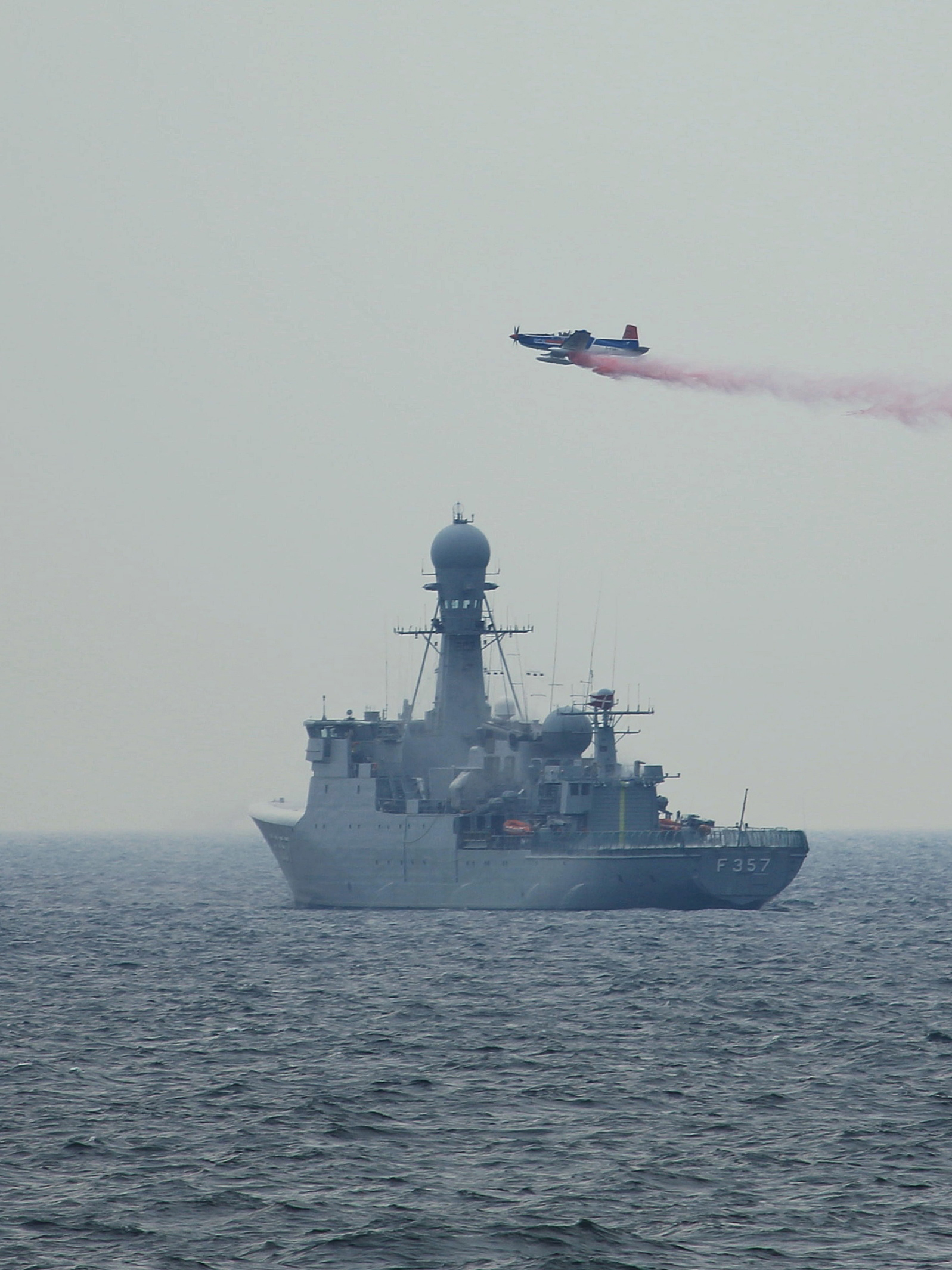
Un Pilatus PC-9B de E.I.S. Aircraft simulant une attaque chimique contre le HDMS Thetis (F357) de la Marine royale danoise dans le cadre de l'exercice Baltic Operations (BALTOPS) 2013.

 Allemagne
- QinetiQ[36] : 11 × PC-9B (s/n 164 à 173 et 176 / immatriculation D-FAMT à D-FKMT) livrés à partir d'août 1990[37] à Holstenair, 9 sont en service en 2020. Ces PC-9B sont utilisés comme avions remorqueurs de cibles pour la Bundeswehr et ces partenaires de l'OTAN. Ils servent également à former des officiers de la Luftwaffe et de la Heer au contrôle aérien avancé (Forward Air Control (en) FAC/JTAC). Pour ce faire, ils sont équipés de nacelles de tractage Southwest RM-24 (auparavant RM-12) ou de nacelles de réflecteurs de faisceau laser pour la simulation de tir. En 1990 Holstenair Lübeck Luftverkehrsservice GmbH reprend le contrat de tractage de cible de Rhein Flugzeugbau (RFB) qui opérait depuis l'aéroport de Lübeck-Blankensee une flotte d'OV-10B Bronco et de quatre IAI-1124 Westwinds. Les Westwinds ont été transférés à Holstenair[1], qui acheta également 10 PC-9B en 1990 (s/n 164 à 173 / immatriculation D-FAMT à D-FJMT).

Le 21 novembre 1999, l'appareil D-FIMT, en mission pour la marine allemande, s'ecrasa dans 9 mètres d'eau de la mer Baltique à un kilomètre au large de Grömitz, tuant le pilote. Un PC-9B (s/n 176 / D-FKMT), ancien appareil de démonstration de Pilatus, est acheté pour remplacer l'appareil accidenté. En 1999, le contrat de tractage de cible, ainsi que les neuf PC-9B, ont été repris par E.I.S. Aircraft GmbH basé à l'aérodrome de Dahlemer Binz (de) mais qui opère principalement depuis l'aéroport de Kiel-Holtenau (de). Le 27 septembre 2012, le PC-9B D-FDMT (s/n 167), qui tractait une cible pour la force aérienne allemande, s'écrasa à Warbelow près de Gnoien après avoir percuté à haute vitesse un balbuzard pêcheur avec l'aile. Les deux pilotes ne purent s'éjecter et furent tués.
En 2018, la société britannique QinetiQ achète la division des opérations aériennes (Aircraft Operations) d'E.I.S. Aircraft GmbH.
- Meier Motors GmbH : 6 × PC-9A (s/n 517 / immatriculation ?, ex A23-017), (s/n 525 / ?, ex A23-025), (s/n 526 / ?, ex A23-026),(s/n 540 / ?, ex A23-40),  (s/n 549 / ?, ex A23-049), (s/n 565 / immatriculation N31ME, ex A23-065)[41]. La société de maintenance et de restauration opère des dizaines d'avions historiques depuis l'aérodrome de Bremgarten.

 États-Unis
- Air USA (Edgewood, New Mexico?) : 5 × PC-9A (s/n 511 / immatriculation N905XX, ex A23-011), (s/n 512 / N906XX, ex A23-012), (s/n 515 / N907XX, ex A23-015), (s/n 560 / N908XX, ex A23-060) et (s/n 564 / N909XX, ex A23-064)[42]. Le 18 octobre 2019, le département de la Défense des États-Unis a attribué le contrat ADAIR (adversary air) d'une valeur 6,4 milliards de dollars sur cinq ans à sept entreprises de services de sécurité et de défense dont Air USA[43]. La société, dotée d'une flotte de Hawk, L-59 Albatros et Alpha Jet, a acquis cinq PC-9/A de la RAAF en avril 2020. Ces avions sont stationnés à Las Vegas[42].
- Blue Air Training (Las Vegas, Nevada) : 6 × PC-9A/F (s/n 507 / immatriculation N669BA, ex A23-007), (s/n 545 / N774BA, ex A23-045), (s/n 553 / N775BA, ex A23-052), (s/n 553 / N776BA, ex A23-053), (s/n 554 / N354BA, ex A23-054) et (s/n 562 / N810BA, ex A23-062)[20]. L'ESSD spécialisée dans la formation et l'entrainement à l'appui aérien rapproché (CAS / JTAC), basé à Las Vegas (en) (Nevada), Yuma (en) (Arizona) et Pensacola (Floride), a également été retenue dans l'attribution du contrat ADAIR en octobre 2019[43]. Dotée d'une flotte d'OV-10D+/G Branco (7 acquis en avril 2020), d'A-90 Raider, de BAC-167 Strikemaster et d'IAR 823 (en) Brasov, la société l'a complétée par 6 Pilatus PC-9A/F achetés à la RAAF en mars 2020[44].

Elle peut armer ses appareils grâce aux six points d'emport : quatre bombes BDU-33 ou deux bombes guidées laser Laser Guided training Rounds (LGTR) par support d'armes intelligentes MALTS-4, 550 cartouches de 7,62 mm par nacelle canon Light Gun Pod (en) (LGP), sept roquettes de 70 mm par nacelle lance-roquettes LAU-131 ou des réservoirs largables. En outre leur PC-9A/F comporte une liaison de données tactiques L16, d'une radio multibande UHF/VHF/FM et d'un Cursor On Target communications NAV.
- Rare Air Aviation Services LLC (Santa Rosa, Californie) : 1 × PC-9 (c/n 182) immatriculé N898DC depuis le 4 octobre 2018. Il a été acheté à X-Ray Charlie Llc (San Anselmo, Californie) qui le possédait sous l'immatriculation N69XC depuis le 29 octobre 2015. Il s'agit de l'un des appareils que l'US Army (91-0073) utilisa comme avion suiveur et qui fut vendu ensuite à la Slovénie (L9-53) en mars 1995. Retiré du service en 2015, il fut vendu à RUAG qui le révisa[46].
- Southern Palms Leasing LLC (Sarasota, Floride) : 1 × PC-9 (c/n 180) immatriculé N995MK depuis le 3 janvier 2017[42]. Il a été acheté à Legacy Warbirds Llc (Raleigh, Caroline du Nord) qui le possédait sous l'immatriculation N69LW depuis le 3 novembre 2015. Il s'agit d'un autre appareil que l'US Army (91-0071) utilisa et qui fut vendu ensuite à la Slovénie (L9-51) en mars 1995. Retiré du service en 2015, il fut vendu à RUAG qui le révisa[47].
- Dalks Leasing : 2 x PC-9A (s/n 537 / N95TB, ex A23-037) et (s/n 547 / N90AD, ex A23-047)[41] achetés aux enchères à la RAAF en mars 2020
- Autres privés[41] achetés aux enchères à la RAAF en mars 2020 : 
  - PC-9A (s/n 506 / N506GB, ex A23-006)
  - PC-9A (s/n 533 / N625PC, ex A23-033)
  - PC-9A (s/n 548 / N548BG, ex A23-048)

 Royaume-Uni

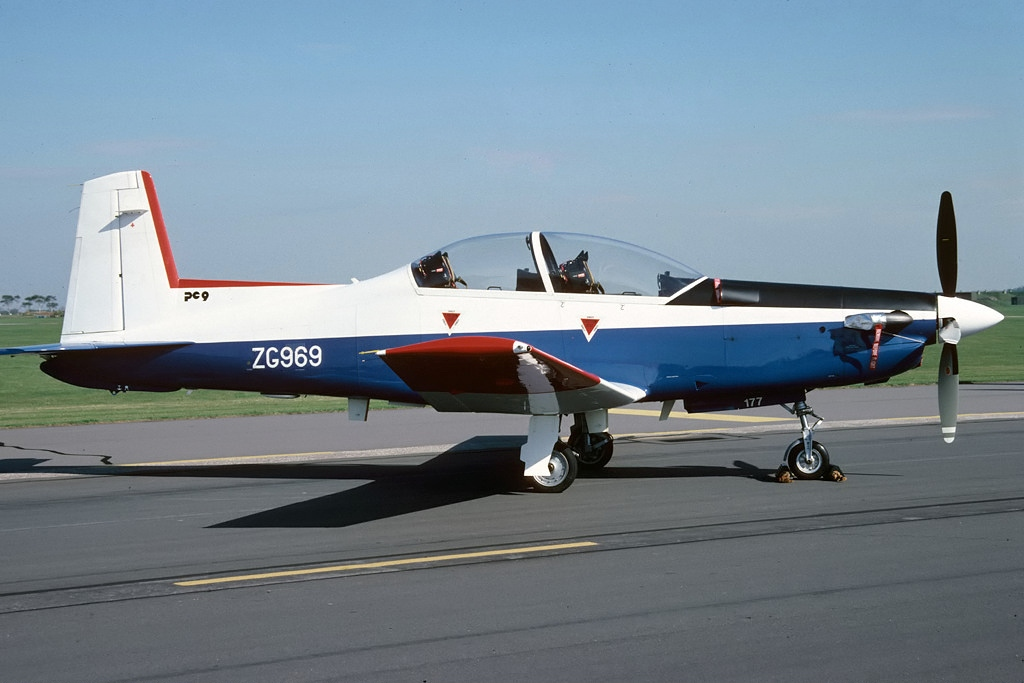
PC-9 (ZG969) de British Aerospaces à la RAF Waddington en avril 1990.

- BAE Systems : 2 × PC-9. Un appareil a été reçu par British Aerospace à Warton (en) le 27 juillet 1989 (c/n 177 / ZG969) pour sérvir principalement d'avion suiveur lors de divers programmes d'essais en vol (en)[1]. Peu avant 2007, cet appareil a été repeint aux couleurs de la société et surnommé «Percy», il est actuellement stocké. Un PC-9 supplémentaire (c/n 111 / ZK119) a été repris de la Royal Saudi Air Force par BAe Systems le 15 décembre 2005 pour des tâches similaires[1], il a été revendu à ce pays en 2012. Les immatriculations de ces PC-9 sont militaires.

## Patrouilles acrobatiques
Plusieurs patrouilles militaires de patrouilles acrobatiques utilisent ou ont utilisé des Pilatus PC-9.
- Roulettes de la Royal Australian Air Force : 7 PC-9/A, dont 6 en vol, de 1989 à 2019, remplacés par des PC-21
- Wings of Storm de la Force aérienne croate : 6 PC-9M depuis la création de la formation en 2003
- Blue Phoenix (en) de la Royal Thai Air Force : 5 PC-9M à la création de la formation en 2012, 4 PC-9M depuis 2015?

## Avions exposés

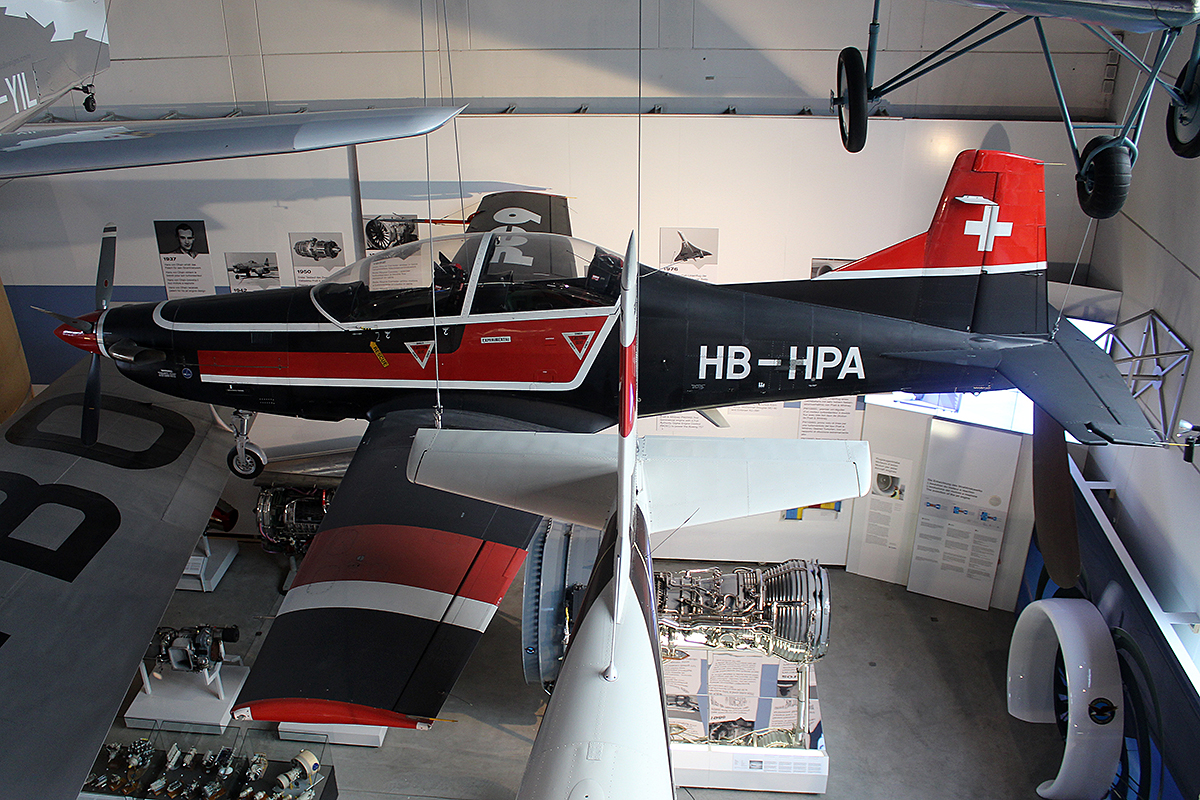
Le premier prototype du PC-9 (HB-HPA / s/n 001) au Musée suisse des transports à Lucerne.

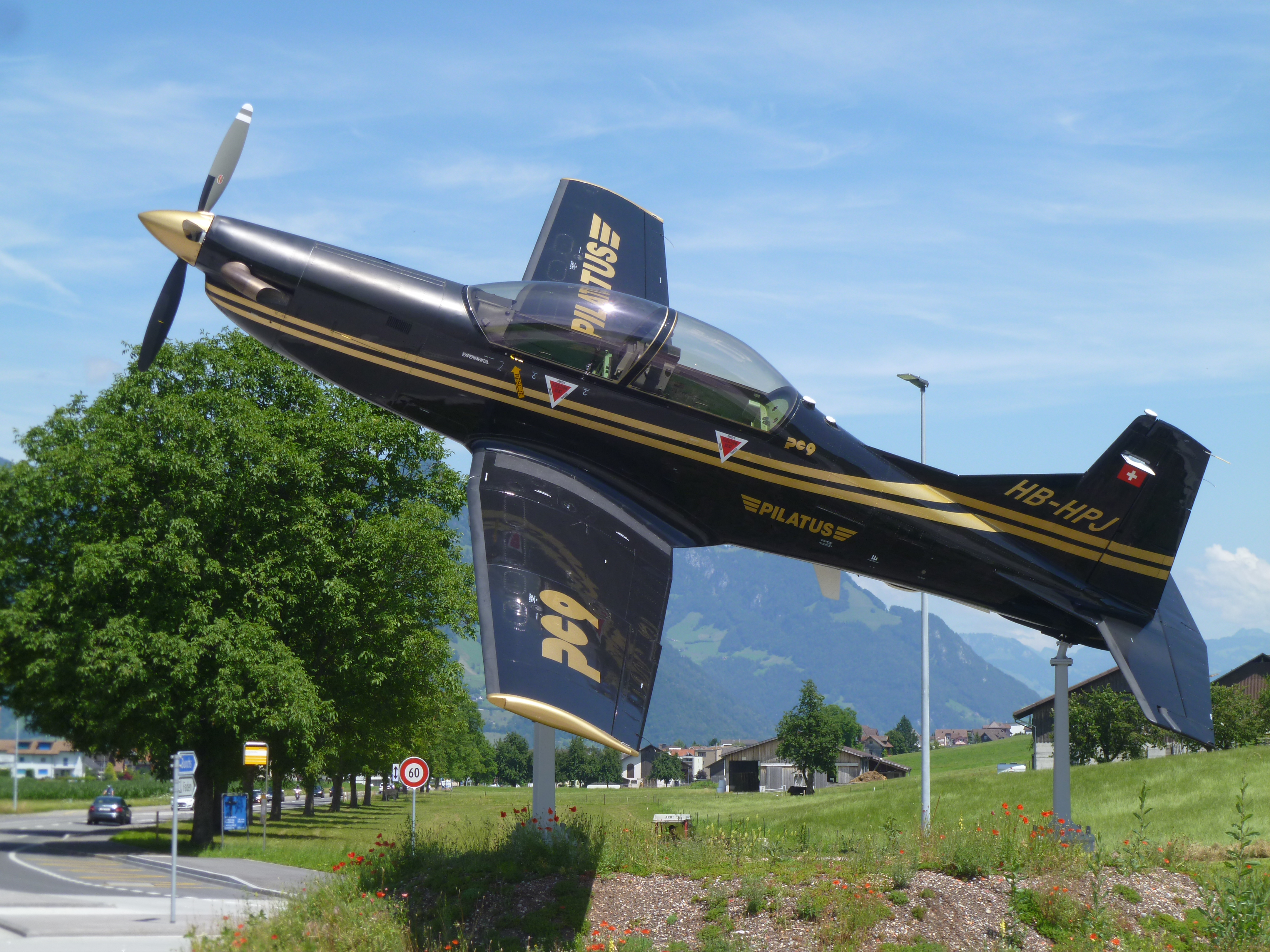
Le PC-9M (HB-HPJ / s/n 605) de Pilatus Aircaft à proximité de l'usine Pilatus à Buochs en 2021.

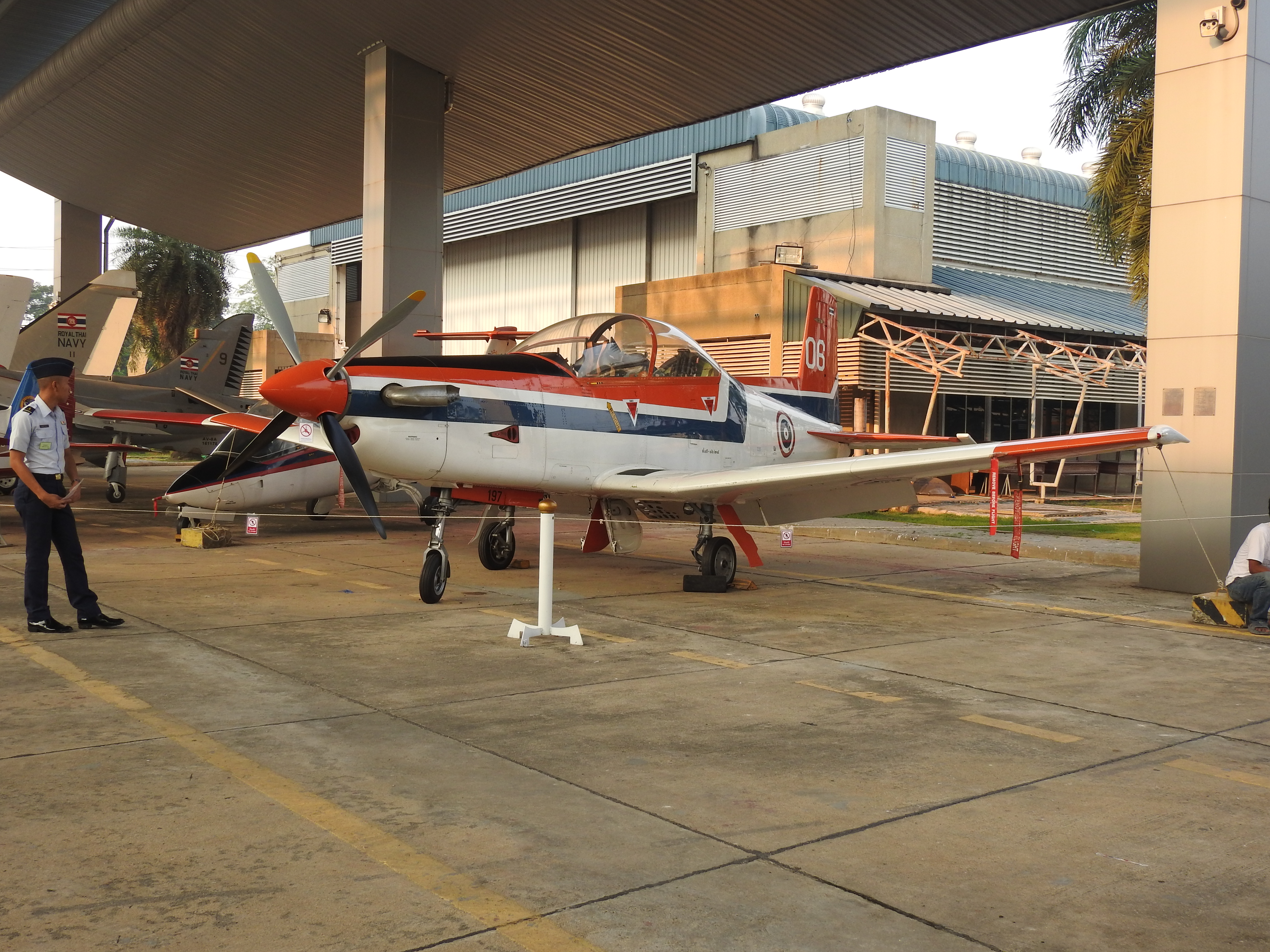
Le PC-9M [F19-06/34] de Pilatus Aircaft au Royal Thai Air Force Museum à Bangkok en 2019.

En Arabie Saoudite, le PC-9 902 (s/n 226) de la Royal Saudi Air Force est exposé. En Birmanie le PC-9 3602 (s/n 104) et le cockpit du 3604 (s/n 106) de la Force aérienne du Myanmar sont exposés au Defence services museum à Naypyidaw.
En Australie, neuf PC-9A de la Royal Australian Air Force ont été conservés pour être exposés,. Le PC-9/A A23-001 (c/n 501) est exposé au RAAF Museum (en) à la base aérienne Williams (Point Cook, Victoria).
Le PC-9/A A23-009 (c/n 509) était en mars 2020 à la RAAF Base Pearce (en) (Bullsbrook, Perth) pour être exposé. Deux anciens appareils du No 4 Squadron (contrôle aérien avancé FAC) ont été préservés pour être exposé : le PC-9/A (F) A23-020 (c/n 520) a été transféré en novembre 2019 au Williamtown Aviation Heritage Centre (WLM AHC) et le PC-9/A (F) A23-022 (c/n 522) au RAAF Townsville Aviation Heritage Centre (en) à la RAAF Base Townsville (en). Le PC-9/A A23-028 (c/n 528), portant une livrée rouge et blanche avec le badge du 2FTS sur l'empenage, a été transporté par camion au Fleet Air Arm Museum (en) à Nowra le 26 octobre 2019. Le PC-9/A A23-030 (c/n 530) est exposé à la RAAF Base East Sale (en), comme le PC-9/A A23-036 (c/n 536) qui a été monté comme nouveau gate guardian de cette même base par l'Air Force History and Heritage Branch le 25 novembre 2019. Le PC-9/A A23-031 (c/n 531) a été transféré en octobre 2019 au Air Force History & Heritage Branch (HH-AF) pour être exposé à la Base de la RAAF de Wagga. Le PC-9A A23-032 (c/n 532) a également été transféré en octobre 2019 au Air Force History & Heritage Branch pour être exposé à un endroit encore indéterminé.
Au Mexique, le PC-9M (2601 / s/n 669) est exposé au Museo Militar de Aviacion (es) à la base aérienne de Santa Lucia depuis 2021 ou 2023.
En Suisse, le premier prototype du PC-9 (HB-HPA / s/n 001) est exposé au Musée suisse des transports à Lucerne. Trois PC-9 des Forces aériennes suisses sont exposés dans des musées : le PC-9 [C-401] (c/n 119) au Flieger Flab Museum à Dübendorf depuis au moins 2015, le PC-9 [C-410] (c/n 222) au Militärmuseum Wildegg depuis 2017 et le PC-9 [C-406] (c/n 214), retiré du service en 2017, au Musée de l'aviation de Altenrhein (Flieger- und Fahrzeugmuseum Altenrhein FFA) depuis février 2020.
Le PC-9M Six-O-five (HB-HPJ / s/n 605) construit en 1997, a été utilisé par Pilatus Aircraft comme avion de démonstration, d'expérimentation et d'entraînement. Il a accompli son dernier vol le 12 juillet 2019 après avoir accumulé seulement 1288 heures de vol en 1451 vols et 3432 atterrissages. En 2021, il a été exposé sur un giratoire menant à l'aérodrome de Buochs (en), lieu d'implantation de Pilatus Aircraft.
En Thailande, le PC-9M [F19-06/34] (code 06 / c/n 197) de la Royal Thai Air Force est exposé au Royal Thai Air Force Museum (en) à la base aérienne de Don Muang depuis au moins août 2018. Le PC-9 F19-08/34 (code 08 / c/n 199) est le gate guardian de la base aérienne de Kamphaeng Saen dans la province de Nakhon Pathom, lieu de stationnement du Flying Training School RTAF Squadron.